# 1938
| [ Edytuj tabelę ]                                                | |
| Prezydent Polski                                                 | - 1926 Ignacy Mościcki 1939                                                                                                 |
| Premier Polski                                                   | - 1936 Felicjan Sławoj Składkowski 1939                                                                                     |
| Król Afganistanu                                                 | - 1933 Mohammad Zaher Szah 1973                                                                                             |
| Premier Afganistanu                                              | - 1929 Mohammad Haszim Chan 1946                                                                                            |
| Król Albanii                                                     | - 1928 Ahmed Zogu 1939 |
| Premier Albanii                                                  | - 1936 Kosta Kotta 1939 |
| Współksiążęta Andory                                             | - 1920 Justí Guitart i Vilardebó 1940 - 1932 Albert Lebrun 1940                                                             |
| Król Arabii Saudyjskiej                                          | - 1932 Abd al-Aziz ibn Su’ud 1953                                                                                           |
| Prezydent Argentyny                                              | - 1932 gen. Agustín Pedro Justo 1938 - 1938 Roberto Maria Ortiz 1942                                                        |
| Premier Australii                                                | - 1932 Joseph Lyons 1939 |
| Prezydent Austrii                                                | - 1928 Wilhelm Miklas 1938 - 1938 Arthur Seyss-Inquart (p.o) 1938                                                           |
| Kanclerz Austrii                                                 | - 1934 Kurt Schuschnigg 1938 - 1938 Arthur Seyss-Inquart 1938                                                               |
| Król Belgów                                                      | - 1934 Leopold III 1951 |
| Premier Belgii                                                   | - 1937 Paul-Emile Janson 1938 - 1938 Paul-Henri Spaak 1939                                                                  |
| Król Bhutanu                                                     | - 1926 Jigme Wangchuck 1952                                                                                                 |
| Prezydent Boliwii                                                | - 1937 Germán Busch 1939 |
| Prezydent Brazylii                                               | - 1930 Getúlio Vargas 1945                                                                                                  |
| Sułtan Brunei                                                    | - 1924 Ahmad Tajuddin 1950                                                                                                  |
| Car Bułgarii                                                     | - 1918 Borys III 1943 |
| Premier Bułgarii                                                 | - 1935 Georgi Kjoseiwanow 1940                                                                                              |
| Prezydent Chile                                                  | - 1932 Arturo Alessandri Palma 1938 - 1938 Pedro Aguirre 1941                                                               |
| Prezydent Chin                                                   | - 1931 Lin Sen 1943 |
| Prezydent Czechosłowacji                                         | - 1935 Edvard Beneš 1938 - 1938 Emil Hácha 1939                                                                             |
| Premier Czechosłowacji                                           | - 1935 Milan Hodža 1938 - 1938 Jan Syrový 1938 - 1938 Rudolf Beran 1939                                                     |
| Król Danii                                                       | - 1912 Chrystian X 1947 |
| Premier Danii                                                    | - 1929 Thorvald Stauning 1942                                                                                               |
| Prezydent Dominikany                                             | - 1930 Rafael Trujillo 1938 - 1938 Jacinto Peynado 1940                                                                     |
| Władca Egiptu                                                    | - 1936 Faruk I 1952 |
| Premier Egiptu                                                   | - 1937 Muhammad Mahmud 1939                                                                                                 |
| Prezydent Ekwadoru                                               | - 1937 Gil Alberto Enríquez 1938 - 1938 Manuel Maria Borrero 1938 - 1938 Aurelio Mosquera 1939                              |
| Prezydent Estonii                                                | - 1937 Konstantin Päts 1940                                                                                                 |
| Premier Estonii                                                  | - 1933 Konstantin Päts 1938 - 1938 Kaarel Eenpalu 1939                                                                      |
| Premier Etiopii                                                  | - 1936 Wolde Tzaddick 1942                                                                                                  |
| Prezydent Filipin                                                | - 1935 Manuel Quezon 1944                                                                                                   |
| Prezydent Finlandii                                              | - 1937 Kyösti Kallio 1940                                                                                                   |
| Premier Finlandii                                                | - 1937 Aimo Cajander 1939                                                                                                   |
| Prezydent Francji                                                | - 1932 Albert Lebrun 1940                                                                                                   |
| Premier Francji                                                  | - 1937 Camille Chautemps 1938 - 1938 Léon Blum 1938 - 1938 Édouard Daladier 1940                                            |
| Prezydent Senatu Wolnego Miasta Gdańska                          | - 1934 Arthur Greiser 1939                                                                                                  |
| Król Grecji                                                      | - 1935 Jerzy II 1947 |
| Premier Grecji                                                   | - 1936 Joanis Metaksas 1941                                                                                                 |
| Prezydent Gwatemali                                              | - 1931 Jorge Ubico 1944 |
| Prezydent Haiti                                                  | - 1930 Sténio Vincent 1941                                                                                                  |
| Prezydent Hiszpanii                                              | - 1936 Manuel Azaña 1939 |
| Premier Hiszpanii                                                | - 1937 Juan Negrín 1939 |
| Król Holandii                                                    | - 1890 Wilhelmina 1948 |
| Premier Holandii                                                 | - 1933 Hendrikus Colijn 1939                                                                                                |
| Prezydent Hondurasu                                              | - 1933 Tiburcio Carías Andino 1949                                                                                          |
| Szach Iranu                                                      | - 1925 Reza Szah Pahlawi 1941                                                                                               |
| Premier Iranu                                                    | - 1935 Mahmud Dżam 1939 |
| Władca Indii                                                     | - 1936 Jerzy VI 1950 |
| Król Irlandii                                                    | - 1936 Jerzy VI Windsor 1949                                                                                                |
| Prezydent Irlandii                                               | - 1937 komisja prezydencka 1938 - 1938 Douglas Hyde (polityk) 1945                                                          |
| Premier Irlandii                                                 | - 1932 Éamon de Valera 1948                                                                                                 |
| Cesarz Japonii                                                   | - 1926 Hirohito 1989 |
| Premier Japonii                                                  | - 1937 Fumimaro Konoe 1939                                                                                                  |
| Król Jugosławii                                                  | - 1934 Piotr II 1945 |
| Premier Jugosławii                                               | - 1935 Milan Stojadinović 1939                                                                                              |
| Premier Kanady                                                   | - 1935 William Lyon Mackenzie King 1948                                                                                     |
| Emir Kataru                                                      | - 1913 Abd Allah ibn Kasim Al Sani 1949                                                                                     |
| Prezydent Kolumbii                                               | - 1934 Alfonso López Pumarejo 1938 - 1938 Eduardo Santos 1942                                                               |
| Patriarcha Konstantynopola                                       | - 1936 Beniamin 1946 |
| Gubernator Korei (okupacja japońska)                             | - 1936 Jirō Minami 1942 |
| Prezydent Kostaryki                                              | - 1936 León Cortés Castro 1940                                                                                              |
| Prezydent Kuby                                                   | - 1936 Federico Laredo Brú 1940                                                                                             |
| Prezydent Liberii                                                | - 1930 Edwin Barclay 1944                                                                                                   |
| Książę Liechtensteinu                                            | - 1929 Franciszek I 1938 - 1938 Franciszek Józef II 1989                                                                    |
| Premier Liechtensteinu                                           | - 1928 Josef Hoop 1945 |
| Prezydent Litwy                                                  | - 1926 Antanas Smetona 1940                                                                                                 |
| Premier Litwy                                                    | - 1929 Juozas Tūbelis 1938 - 1938 Vladas Mironas 1939                                                                       |
| Wielki książę Luksemburga                                        | - 1919 Szarlotta 1964 |
| Premier Luksemburga                                              | - 1937 Pierre Dupong 1953                                                                                                   |
| Prezydent Łotwy                                                  | - 1936 Kārlis Ulmanis 1940                                                                                                  |
| Premier Łotwy                                                    | - 1934 Kārlis Ulmanis 1940                                                                                                  |
| Cesarz Mandżukuo                                                 | - 1934 Pu Yi 1945 |
| Sułtan Maroka                                                    | - 1927 Muhammad V 1953 |
| Prezydent Meksyku                                                | - 1934 Lázaro Cárdenas del Río 1940                                                                                         |
| Książę Monako                                                    | - 1922 Ludwik II 1949 |
| Minister stanu Monako                                            | - 1937 Émile Roblot 1944 |
| Przewodniczący Prezydium Małego Churału Państwowego Mongolii     | - 1936 Dansrabilegijn Dogsom 1939                                                                                           |
| Premier Mongolii                                                 | - 1936 Anandyn Amar 1939 |
| Król Nepalu                                                      | - 1911 Tribhuvan 1950 |
| Premier Nepalu                                                   | - 1932 Juddha Shumsher Jang Bahadur Rana 1945                                                                               |
| Prezydent Niemiec                                                | - 1934 Adolf Hitler (führer) 1945                                                                                           |
| Kanclerz Niemiec                                                 | - 1933 Adolf Hitler 1945 |
| Prezydent Nikaragui                                              | - 1937 Anastasio Somoza García 1947                                                                                         |
| Król Norwegii                                                    | - 1905 Haakon VII 1957 |
| Premier Norwegii                                                 | - 1935 Johan Nygaardsvold 1945                                                                                              |
| Premier Nowej Zelandii                                           | - 1935 Michael Savage 1940                                                                                                  |
| Sułtan Omanu                                                     | - 1932 Sa’id ibn Tajmur 1970                                                                                                |
| Prezydent Panamy                                                 | - 1936 Juan Demóstenes Arosemena 1939                                                                                       |
| Papież                                                           | - 1922 Pius XI 1939 |
| Prezydent Paragwaju                                              | - 1937 Félix Paiva 1939 |
| Prezydent Peru                                                   | - 1933 Oscar R. Benavides 1939                                                                                              |
| Premier Południowej Afryki                                       | - 1924 Barry Hertzog 1939                                                                                                   |
| Prezydent Portugalii                                             | - 1926 António Óscar de Fragoso Carmona 1951                                                                                |
| Premier Portugalii                                               | - 1932 António de Oliveira Salazar 1968                                                                                     |
| Król Rumunii                                                     | - 1930 Karol II 1940 |
| Premier Rumunii                                                  | - 1937 Octavian Goga 1938 - 1938 Miron Cristea 1939                                                                         |
| Prezydent Salwadoru                                              | - 1931 Maximiliano Hernández Martínez 1944                                                                                  |
| Kapitanowie regenci San Marino                                   | - 1937 Marino Rossi Giovanni Lonfernini 1938 - 1938 Manlio Gozi Luigi Mularoni 1938 - 1938 Carlo Balsimelli Celio Gozi 1939 |
| Sekretarz Stanu do spraw Politycznych i Zagranicznych San Marino | - 1918 Giuliano Gozi 1943                                                                                                   |
| Prezydent Syrii                                                  | - 1936 Haszim al-Atasi 1939                                                                                                 |
| Premier Syrii                                                    | - 1936 Dżamil Mardam 1939                                                                                                   |
| Prezydent Szwajcarii                                             | - 1938 Johannes Baumann 1938                                                                                                |
| Król Szwecji                                                     | - 1907 Gustaw V 1950 |
| Premier Szwecji                                                  | - 1936 Per Albin Hansson 1946                                                                                               |
| Król Tajlandii                                                   | - 1935 Ananda Mahidol 1946                                                                                                  |
| Premier Tajlandii                                                | - 1933 Phya Phaholphonphayuhasena 1938 - 1938 Plaek Pibulsongkram 1944                                                      |
| Król Tonga                                                       | - 1918 Salote Tupou III 1965                                                                                                |
| Premier Tonga                                                    | - 1923 Viliami Tungī Mailefihi 1941                                                                                         |
| Prezydent Turcji                                                 | - 1923 Mustafa Kemal 1938 - 1938 İsmet İnönü 1950                                                                           |
| Premier Turcji                                                   | - 1937 Celâl Bayar 1939 |
| Prezydent Urugwaju                                               | - 1931 Gabriel Terra 1938 - 1938 Alfredo Baldomir 1943                                                                      |
| Prezydent USA                                                    | - 1933 Franklin Delano Roosevelt 1945                                                                                       |
| Prezydent Wenezueli                                              | - 1935 Eleazar López Contreras 1941                                                                                         |
| Regent Królestwa Węgier                                          | - 1920 Miklós Horthy 1944                                                                                                   |
| Premier Węgier                                                   | - 1936 Kálmán Darányi 1938 - 1938 Béla Imrédy 1939                                                                          |
| Monarcha Wielkiej Brytanii                                       | - 1936 Jerzy VI 1952 |
| Premier Wielkiej Brytanii                                        | - 1937 Neville Chamberlain 1940                                                                                             |
| Cesarz Wietnamu                                                  | - 1926 Bảo Đại 1945 |
| Król Włoch                                                       | - 1900 Wiktor Emanuel III 1946                                                                                              |
| Premier Włoch                                                    | - 1922 Benito Mussolini 1943                                                                                                |
| Przywódca ZSRR                                                   | - 1924 Józef Stalin 1953 |
| Premier ZSRR                                                     | - 1930 Wiaczesław Mołotow 1941                                                                                              |

Rok 1938 / MCMXXXVIII
stulecia: XIX wiek ~
XX wiek ~
XXI wiek

dziesięciolecia:
1900–1909 •
1910–1919 •
1920–1929 •
1930–1939
• 1940–1949
• 1950–1959
• 1960–1969

lata: 1928 «
1933 «
1934 «
1935 «
1936 «
1937 «
1938
» 1939
» 1940
» 1941
» 1942
» 1943
» 1948

## Wydarzenia w Polsce
- 7 stycznia – do Krakowa przyjechał generał Józef Haller, który przeprowadził rozmowy z miejscowymi działaczami Stronnictwa Pracy.
- 8 stycznia – w Białej aresztowano jednego z najgroźniejszych polskich przestępców międzywojennych Nikifora Maruszeczkę.
- 10 stycznia:
  - ze stanowiska szefa Obozu Zjednoczenia Narodowego ustąpił płk Adam Koc. Jego miejsce zajął gen. Stanisław Skwarczyński.
  - przed sądem okręgowym w Krakowie toczyła się rozprawa o konfiskatę powieści „Motory” Emila Zegadłowicza, zajętej 20 listopada 1937 r. przez Starostwo Grodzkie. Skład sędziowski zatwierdził konfiskatę.
- 15 stycznia – wodowanie ORP Orzeł.
- 22 stycznia – otwarto Wysokogórskie Obserwatorium Meteorologiczne Kasprowy Wierch.
- 26 stycznia – gen. Tadeusz Kutrzeba w przedstawionych marszałkowi Edwardowi Rydzowi-Śmigłemu założeniach planu wojny z Niemcami określił przewagę militarną Niemiec jako 3-krotną.
- 13 lutego – w Przemyślu założono Związek Szlachty Zagrodowej.
- 27 lutego – podniesienie bandery (wejście do służby) na nowym stawiaczu min ORP Gryf.
- 3 marca – otwarto port we Władysławowie.
- 5 marca – premiera filmu Królowa przedmieścia.
- 11 marca – na granicy polsko-litewskiej został zastrzelony żołnierz KOP, co dało pretekst stronie polskiej do wystosowania 17 marca ultimatum wobec Litwy z żądaniem uregulowania stosunków dyplomatycznych.
- 14 marca – ustanowiono herb Chorzowa.
- 17 marca – ogłoszenie polskiego ultimatum wobec Litwy. Polska żądała nawiązania normalnych stosunków dyplomatycznych, co w praktyce oznaczało uznanie przez Litwę istniejących granic, a więc przynależności Wileńszczyzny do Polski.
- 19 marca – na skutek wystosowanego ultimatum, Litwa nawiązała stosunki dyplomatyczne z Polską.
- 31 marca – rząd Bułgarii zakupił 42 samoloty rozpoznawczo-bojowe PZL.43 Czajka.
- Kwiecień – Katolicki Uniwersytet Lubelski uzyskał prawa państwowej szkoły wyższej.
- 7 kwietnia:
  - została uchwalona Ustawa o ochronie Imienia Józefa Piłsudskiego.
  - premiera komedii filmowej Szczęśliwa trzynastka.
- 9 kwietnia – w Teatrze Wielkim w Poznaniu odbyła się polska premiera baletu Harnasie z muzyką Karola Szymanowskiego.
- 30 kwietnia – wprowadzenie w Polsce nowego planu mobilizacyjnego „W”.
- 3 maja – otwarto port rybacki we Władysławowie.
- 18 maja – Tadeusz Góra na szybowcu PWS-101 ustanowił rekord świata w długości lotu (577,8 km), na trasie Bezmiechowa – Soleczniki Małe. Za ów wyczyn został, jako pierwszy na świecie, wyróżniony Medalem Lilienthala przez Międzynarodową Federację Lotniczą.
- 26 maja – w Warszawie, płotkarz Paweł Schmidt ustanowił rekord Polski w biegu na 110 m ppł. wynikiem 15,1 s.
- 11 czerwca – Bernard Zasłona ustanowił rekord Polski w biegu na 100 m wynikiem 10,6 s.
- 18 czerwca – prezydent RP Ignacy Mościcki dokonał otwarcia nowego gmachu Muzeum Narodowego w Warszawie.
- 22 czerwca – Walery Sławek został marszałkiem Sejmu RP, zastępując zmarłego Stanisława Cara.
- 1 lipca – uruchomiono regionalną rozgłośnię radiową w Baranowiczach (dziewiąta rozgłośnia radiowa w kraju).
- 9 lipca – w krakowskim kościele dominikanów odnaleziono szczątki Leszka Czarnego, brata Władysława Łokietka.
- 15 lipca – sprowadzenie do kraju prochów ostatniego króla Stanisława Augusta Poniatowskiego.
- 29 lipca – założono Związek Kynologiczny w Polsce.
- 16 sierpnia – Komunistyczna Partia Polski rozwiązana przez Komintern w ramach wielkiej czystki w ZSRR.
- 28 sierpnia – w Stoczni Gdyńskiej położono stępkę pod drobnicowiec SS Olza; pierwszy statek pełnomorski budowany w II RP w Gdyni.
- 8 września – premiera filmu Druga młodość.
- 11 września – otwarto Muzeum Adama Mickiewicza w Nowogródku.
- 13 września – prezydent Ignacy Mościcki rozwiązał Sejm i Senat.
- 15 września – premiera filmu Paweł i Gaweł.
- 21 września – rząd RP wysunął żądanie wobec Czechosłowacji dotyczące oddania części Zaolzia.
- 24 września – Ruch Narodowo-Radykalny Falanga rozpoczął zaciąg do Zaolziańskiego Korpusu Ochotniczego.
- 30 września:
  - Polska przedstawiła Czechosłowacji ultimatum w sprawie Zaolzia.
  - w Koszalinie zlikwidowano komunikację tramwajową.
- 2 października:
  - w Kielcach odsłonięto Pomnik Czynu Legionowego.
  - wojska polskie wkroczyły na czechosłowackie Zaolzie.
- 5 października – z Eksperymentalnej Stacji Telewizyjnej, znajdującej się w warszawskim wieżowcu Prudential, wyemitowano pierwszy w Polsce program telewizyjny, który był oglądany na czterech telewizorach.
- 11 października – formalna inkorporacja zajętej części Śląska Cieszyńskiego do Polski (w drodze dekretu Prezydenta).
- 12 października – powstanie miasta Stalowa Wola, jednego z najmłodszych miast w Polsce, oraz klubu sportowego ZKS Stal Stalowa Wola.
- 24 października – przedstawienie przez Joachima von Ribbentropa, niemieckiego ministra spraw zagranicznych, w rozmowie z Józefem Lipskim, propozycji niemieckich wobec Polski, m.in. eksterytorialnego korytarza do Prus Wschodnich.
- 5 listopada – premiera filmu Zapomniana melodia.
- 6 listopada – wybory do Sejmu.
- 13 listopada – wybory do Senatu.
- 16 listopada – formalna inkorporacja pozostałych zajętych ziem Czechosłowacji do Polski (w drodze dekretu Prezydenta).
- 24 listopada – prezydent Ignacy Mościcki dekretem rozwiązał funkcjonujące w Polsce loże wolnomularskie.
- 27 listopada – 24 Pułk Ułanów stoczył walkę z wojskiem czechosłowackim pod miejscowością Zdziar. W potyczce zginął major Stefan Rago.
- 30 listopada – w Zakopanem podpisano umowę graniczną ze Słowacją, na podstawie której przyłączono do Polski wsie Jaworzyna Tatrzańska i Leśnica Pienińska.
- Grudzień – pierwszy Kongres Polskich Techników.
- 2 grudnia – Eugeniusz Kwiatkowski ogłosił 15-letni plan gospodarczy.
- 5 grudnia – w gdańskim porcie na skutek utraty stateczności podczas załadunku blachy zatonął masowiec SS „Tczew”; zginęło 2 członków załogi.
- 20 grudnia – została uruchomiona kolej linowo-terenowa na Gubałówce.
- 30 grudnia – rząd zatwierdził statut wewnętrzny Kościoła prawosławnego w Polsce.
- 31 grudnia – w Polsce znajdowało się 151 miast powyżej 10 tys. mieszkańców, w tym: 83 w przedziale 10–20 tys., 46 w przedziale 20–50 tys. i 22 z ludnością powyżej 50 tys. mieszkańców.
- Na Polanie Chochołowskiej usiłowano pobić światowy rekord wysokości lotu balonem „Gwiazda Polski” (niestety uniemożliwił to silny wiatr, a powłoka już częściowo wypełniona wodorem wybuchła).

## Wydarzenia na świecie
- 1 stycznia:
  - weszła w życie Konstytucja Estonii.
  - Alexander Cadogan objął urząd permanentnego podsekretarza stanu w Foreign Office. Pozostawał na tym stanowisku do 1946 r.
- 3 stycznia:
  - BBC World Service nadał pierwszą audycję w obcym języku (po arabsku).
  - z inicjatywy prezydenta Franklina Delano Roosevelta powstała organizacja charytatywna (ang. March of Dimes), której celem była walka z defektami u noworodków, ograniczenie przypadków wcześniactwa i walka z epidemią choroby Heinego-Medina.
- 5 stycznia – Emma z Gurk została kanonizowana przez papieża Piusa XI.
- 8 stycznia – hiszpańska wojna domowa: wojska republikańskie zdobyły Teruel.
- 9 stycznia – przyszły król Grecji Paweł I poślubił Fryderykę Hanowerską.
- 10 stycznia:
  - Jan Kiepura wystąpił po raz pierwszy w Metropolitan Opera.
  - w katastrofie samolotu Lockheed L-14 w okolicy Bozeman (Montana) zginęło 10 osób.
- 12 stycznia:
  - w Berlinie minister wojny i naczelny dowódca Wehrmachtu feldmarszałek Werner von Blomberg żeni się z Evą Gruhn, drużbą na weselu był Hermann Göring.
  - rząd Octaviana Gogi pozbawił obywatelstwa rumuńskich Żydów.
- 14 stycznia – Norwegia wysunęła roszczenia terytorialne do Ziemi Królowej Maud.
- 15 stycznia – w holenderskiej stoczni zwodowano okręt podwodny ORP „Orzeł”.
- 19 stycznia – hiszpańska wojna domowa: około 700 osób zginęło w atakach frankistowskiego lotnictwa na Barcelonę i Walencję.
- 20 stycznia – w Kairze król Egiptu Faruk I ożenił się z królową Faridą Zulficar.
- 22 stycznia – w Princeton w stanie New Jersey odbyło się pierwsze publiczne wykonanie sztuki Nasze Miasto (ang. Our Town) autorstwa Thorntona Wildera, oficjalna premiera odbyła się w Nowym Jorku w dniu 4 lutego 1938 r.
- 24/25 stycznia – zjawisko zorzy polarnej, które można było zaobserwować w Europie, a było widoczne nawet z tak daleko wysuniętego punktu na południe jak Gibraltar, zaskoczyło Europejczyków. Niektórzy opisywali je, jako „kurtynę ognia” lub „ogromną krwawą wiązkę światła”.
- 27 stycznia:
  - niemiecki minister wojny feldmarszałek Werner von Blomberg podał się do dymisji, kiedy wyszło na jaw, że jego nowa żona pozowała do zdjęć pornograficznych.
  - w mieście Niagara Falls w USA, z powodu oblodzenia, doszło do zawalenia się mostu nad rzeką Niagara.
- 28 stycznia – w stanie Vermont oddano do użytku pierwszy w Stanach Zjednoczonych wyciąg narciarski, był to wyciąg typu „wyrwirączka”.
- 4 lutego – niemiecki minister wojny Werner von Blomberg i naczelny dowódca wojsk lądowych Werner von Fritsch zostali zdymisjonowani. Adolf Hitler został naczelnym dowódcą Wehrmachtu i mianował dowódcą sił powietrznych, czyli Luftwaffe Hermanna Göringa, a Walthera von Brauchitscha naczelnym dowódcą wojsk lądowych. W miejsce Ministerstwa Spraw Wojskowych powołano Naczelne Dowództwo Sił Zbrojnych (Oberkommando der Wehrmacht). Hitler zdymisjonował także ze stanowiska ministra spraw zagranicznych Niemiec Konstantina von Neuratha, na stanowisko to powołał Joachima von Ribbentropa.
- 6 lutego – w niedzielę na plaży Bondi (ang. Bondi Beach) w Sydney w Australii 300 pływaków zostało porwanych przez trzy potężne fale oceaniczne.
- 10 lutego – król Rumunii Karol II Rumuński objął dyktatorską władzę.
- 11 lutego – Litewski Sejm uchwalił nową konstytucję, która cementowała autorytarny system w państwie.
- 12 lutego – Adolf Hitler w spotkaniu z kanclerzem Austrii Kurtem von Schuschniggiem zażądał zgody na Anschluss.
- 14 lutego – brytyjska baza morska w Singapurze rozpoczęła swą działalność operacyjną.
- 20 lutego:
  - brytyjski minister spraw zagranicznych sir Anthony Eden podał się do dymisji i został zastąpiony Lordem Halifaxem. Powodem ustąpienia ze stanowiska Anthony’ego Edena była różnica poglądów z premierem Neville Chamberlainem w sprawie polityki względem Włoch.
  - język retoromański został czwartym językiem państwowym w Szwajcarii.
  - hiszpańska wojna domowa: zwycięstwem wojsk nacjonalistycznych zakończyła się bitwa o Teruel.
- 22 lutego – w Kuwejcie odkryto złoża ropy naftowej.
- 23 lutego – otwarto Port Tel Awiw.
- 24 lutego – w sprzedaży ukazała się nylonowa szczoteczka do zębów, był to pierwszy produkt wykonany z tego materiału.
- 26 lutego – rozpoczęcie produkcji Volkswagena Typ 1 w Niemczech.
- Marzec – włoski fizyk teoretyk, były student Enrico Fermiego, autor prac z fizyki atomowej i jądrowej Ettore Majorana zniknął w tajemniczych okolicznościach.
- 2 marca – wielki terror: w Moskwie rozpoczął się „proces dwudziestu jeden”; oskarżonymi byli m.in. Nikołaj Bucharin i Aleksiej Rykow, przeciwnicy przymusowej kolektywizacji rolnictwa.
- 3 marca:
  - w Arabii Saudyjskiej odkryto złoża ropy naftowej.
  - brytyjski ambasador w Niemczech Nevile Henderson przedstawił propozycję Hitlerowi utworzenia międzynarodowego konsorcjum do zarządzania większością terytorium Afryki. W organizacji tej Niemcy odgrywałyby wiodącą rolę, w zamian Niemcy musiałyby przyrzec, że nigdy nie użyją siły by zmienić swe granice. Hitler odrzucił brytyjską ofertę.
  - w Kalifornii wylała rzeka Santa Ana, w powodzi w hrabstwie Orange zginęło 58 osób.
- 5/6 marca – wojna domowa w Hiszpanii: w nocy rozpoczęła się bitwa koło przylądka Palos.
- 6 marca:
  - w Berlinie, na I Kongresie Polaków w Niemczech, uchwalono Pięć prawd Polaka.
  - wojna domowa w Hiszpanii: zwycięstwo floty republikańskiej w bitwie koło przylądka Palos.
- 10 marca – odbyła się 10. ceremonia wręczenia Oscarów.
- 11 marca – kanclerz Austrii Kurt Schuschnigg został zmuszony przez Adolfa Hitlera, pod groźbą interwencji zbrojnej, do ustąpienia ze stanowiska. Jego następcą został nazista Arthur Seyss-Inquart.
- 12 marca – wejście wojsk niemieckich na terytorium Austrii i wcielenie jej do Rzeszy (Anschluss).
- 13 marca:
  - Niemcy oficjalnie ogłaszają aneksję Austrii.
  - rząd austriacki przyjął uchwałę o wcieleniu Austrii do III Rzeszy (Anschluss).
  - Léon Blum został po raz drugi premierem Francji.
  - w rozegranym w Zurychu pierwszym w historii meczu między reprezentacjami Szwajcarii i Polski padł remis 3:3.
- 14 marca – francuski premier Léon Blum zapewnił czechosłowacki rząd, że Francja wypełni swe zobowiązania traktatowe w razie inwazji niemieckiej.
- 15 marca:
  - w ZSRR podano do wiadomości, że wykonano karę śmierci na Nikołaju Bucharinie.
  - wszedł do służby niemiecki statek pasażerski MS „Wilhelm Gustloff”.
- 18 marca:
  - Meksyk znacjonalizował przemysł naftowy.
  - były naczelny dowódca wojsk lądowych Niemiec generał Werner von Fritsch został oczyszczony z zarzutów o skłonności homoseksualne przez niemiecki sąd wojskowy.
  - otwarto ogród zoologiczny w Bangkoku.
- 5 kwietnia – generał Francisco Franco wydał dekret znoszący autonomię Katalonii.
- 6 kwietnia – dokonano oblotu amerykańskiego samolotu myśliwskiego Bell P-39 Airacobra.
- 10 kwietnia – Édouard Daladier został po raz trzeci premierem Francji. Mianował ministrem spraw zagranicznych zwolennika ustępstw Georges’a Bonneta, który później kontynuował renegocjacje dotyczące między innymi gwarancji bezpieczeństwa Czechosłowacji. Gwarancji tych udzielił poprzedni rząd francuski premiera Léona Bluma w dniu 14 marca 1938 r.
- 15 kwietnia – założono niemiecki klub piłkarski VfL Bochum.
- 17 kwietnia – papież Pius XI kanonizował Andrzeja Bobolę.
- 20 kwietnia – premiera niemieckiego filmu dokumentalnego Olimpiada w reżyserii Leni Riefenstahl.
- 24 kwietnia:
  - Konstantin Päts został prezydentem Estonii.
  - premiera radzieckiej komedii muzycznej Wołga-Wołga.
- 25 kwietnia – Sąd Najwyższy Stanów Zjednoczonych zmienił zasady obowiązujące przez cały wiek wspólnego prawa federalnego (ang. Erie Railroad Co. v. Tompkins).
- 27 kwietnia – król Albanii Zogu I ożenił się z zubożałą szlachcianką pochodzenia węgiersko-amerykańskiego Geraldine Apponyi.
- 2 maja – Adolf Hitler spisał swój testament.
- 5 maja:
  - Stolica Apostolska uznała rząd Francisco Franco w Hiszpanii.
  - Szef Sztabu Generalnego armii niemieckiej generał Ludwig Beck wystosował memorandum do Hitlera w sprawie niemieckiego planu wojny z Czechosłowacją (niem. Fall Grün), w którym był przeciwny rozpoczęciu wojny z Czechosłowacją, motywując to niedostatecznym przygotowaniem armii niemieckiej do prowadzenia wojny o wymiarze światowym, która byłaby wynikiem takiego ataku.
- 9 maja – Kaarel Eenpalu został premierem Estonii.
- 14 maja:
  - Chile wycofało się z członkostwa w Lidze Narodów.
  - przed rozgrywanym w Berlinie towarzyskim meczem z Niemcami, piłkarze reprezentacji Anglii unieśli ręce w hitlerowskim pozdrowieniu w kierunku loży honorowej, na której zasiadali m.in. Rudolf Heß, Joseph Goebbels i Joachim von Ribbentrop. Mecz zakończył się wynikiem 3:6.
- 15 maja – Paul-Henri Spaak został premierem Belgii.
- 20 maja – rząd czechosłowacki wydał rozkaz częściowej mobilizacji armii wzdłuż granicy z Niemcami.
- 23 maja:
  - w związku z częściową mobilizacją w Czechosłowacji i jednomyślnością dyplomatów z większości krajów całego świata w stosunku do żądań niemieckich w kwestii Kraju Sudetów, Hitler polecił Ministerstwu Spraw Zagranicznych wydanie oświadczenia, w którym stwierdzono, że Niemcy nie mają żadnych żądań, co do terytorium Czechosłowacji. Większość opinii publicznej na świecie uznała, że w tym momencie groźba wojny została zażegnana.
  - w przeprowadzonym przez agenta NKWD Pawła Sudopłatowa zamachu bombowym w Rotterdamie zginął przywódca ukraińskich nacjonalistów Jewhen Konowalec.
- 25 maja:
  - hiszpańska wojna domowa: 313 osób zginęło w nalocie bombowym na Alicante, przeprowadzonym przez walczące po stronie nacjonalistów lotnictwo włoskie.
  - otwarto Estadio Monumental w Buenos Aires.
- 28 maja – na konferencji w Kancelarii Rzeszy, Hitler oznajmił swą decyzję o inwazji na Czechosłowację i rozkazał natychmiastową mobilizację 96 dywizji Wehrmachtu.
- 1 czerwca – opublikowano pierwszy odcinek przygód Supermana.
- 4 czerwca – we Francji rozpoczęły się III Mistrzostwa Świata w Piłce Nożnej.
- 5 czerwca – w pierwszym występie na piłkarskich Mistrzostwach Świata Polska przegrała po dogrywce z Brazylią 6:5. Cztery bramki dla Polski zdobył Ernest Wilimowski, trzy dla Brazylii – Leônidas.
- 11 czerwca – w miejscowości Ludes na Łotwie pożar zniszczył 212 budynków.
- 12–18 czerwca – w Niemczech i Austrii odbyły się łapanki na osoby z grup etnicznych Romów (Cyganie) i Sinti. Osoby złapane były bite a później osadzane w więzieniach lub obozach koncentracyjnych.
- 15 czerwca – w Anglii węgierski wynalazca i dziennikarz László Bíró opatentował długopis.
- 19 czerwca – w finale Mistrzostw Świata w Piłce Nożnej Włochy pokonały Węgry 4:2.
- 22 czerwca – w Nowym Jorku na stadionie Yankee (ang. Yankee Stadium) w pojedynku bokserskim o tytuł mistrza świata wagi ciężkiej Joe Louis znokautował Maxa Schmelinga.
- 23 czerwca – w Stanach Zjednoczonych weszła w życie ustawa (ang. Civil Aeronautics Act) powołująca Cywilną Agencję Zarządzającą Lotnictwem (ang. Civil Aeronautics Authority), agencja ta była prekursorem agencji NASA.
- 24 czerwca – w pobliżu miejscowości Chicora w amerykańskim stanie Pensylwania, na wysokości ok. 20 km wybuchł w powietrzu ważący ok. 500 ton meteoroid.
- 25 czerwca – Douglas Hyde został wybrany pierwszym prezydentem Irlandii.
- 29 czerwca – w amerykańskim stanie Waszyngton utworzono Park Narodowy Olympic.
- Lipiec – w Austrii trwały prace przy budowie niemieckiego obozu koncentracyjnego Mauthausen-Gusen.
- 3 lipca:
  - w Wielkiej Brytanii parowóz Mallard (LNER Class A4 4468 Mallard) ustanowił rekord prędkości – osiągnął 203 km/h (126 mph).
  - w Gettysburgu w stanie Pensylwania spotkali się po raz ostatni weterani walczący po obu stronach w bitwie pod Gettysburgiem. Spotkanie to odbyło się z okazji 75. rocznicy tej największej bitwy wojny secesyjnej.
- 5 lipca – hiszpańska wojna domowa: komisja powołana do osiągnięcia porozumienia w sprawie wycofania wszystkich obcych ochotników z udziału w hiszpańskiej wojnie domowej (ang. Non-Intervention Committee) osiągnęła swój cel. Porozumienie było respektowane przez republikańskich ochotników, w tym tych z Anglii i Stanów Zjednoczonych, ale było zignorowane przez rządy Niemiec i Włoch.
- 6 lipca – została odkryta Lizytea, księżyc Jowisza.
- 9 lipca – rozpoczął się radziecko-japoński konflikt graniczny nad jeziorem Chasan.
- 12 lipca – turecka armia przeprowadziła akcję przeciw Kurdom, na terenie Turcji.
- 14 lipca:
  - Howard Hughes ustanowił nowy rekord, 91 godzin lotu, w przelocie samolotem dookoła świata.
  - Benito Mussolini opublikował antysemicki manifest Manifesto della razza.
- 23 lipca – Syjam oficjalnie zmienił nazwę na Tajlandia.
- 25 lipca – hiszpańska wojna domowa: rozpoczęła się bitwa nad Ebro.
- 28 lipca – w mieście Chania na Krecie doszło do rewolty przeciw dyktatorowi Joanisowi Metaksasowi.
- 30 lipca – został odkryty księżyc Jowisza – Karme.
- Sierpień – wojna chińsko-japońska: w obliczu przytłaczającej militarnej przewagi armii japońskiej, rząd Czang Kaj-szeka został przeniesiony w głąb Chin do Chongqing.
- 4 sierpnia – Lord Runciman przybył do Pragi, jako specjalny wysłannik brytyjskiego premiera Neville Chamberlaina, by przedstawić stanowisko Wielkiej Brytanii w sprawie Kraju Sudetów.
- 6 sierpnia – amerykańska wytwórnia filmowa Warner Brothers zaprezentowała film animowany z serii Zwariowane melodie pod tytułem Porky & Daffy.
- 10 sierpnia – na tajnym zebraniu z generałami armii niemieckiej, Hitler zaatakował pozycję generała Ludwiga Becka w sprawie ataku na Czechosłowację (Fall Grün). Hitler przekonał większość generałów do swego punktu widzenia – za atakiem na Czechosłowację.
- 11 sierpnia – zawarto rozejm w radziecko-japońskim konflikcie granicznym nad jeziorem Chasan.
- 18 sierpnia:
  - generał Ludwig Beck przekonany, że decyzja Hitlera ataku na Czechosłowację doprowadzi do wielkiej wojny w Europie, protestując zrezygnował ze stanowiska szefa sztabu armii.
  - Ewald von Kleist-Schmenzin przybył do Londynu, aby poznać opinię brytyjskiego rządu, w sprawie ewentualnego zorganizowania zamachu stanu w Niemczech. Jego prywatna misja nie zainteresowała jednak rządu Neville Chamberlaina. Ewald von Kleist-Schmenzin znalazł jednak zainteresowanego słuchacza, był nim będący w opozycji Winston Churchill.
  - most łączący Stany Zjednoczone i Kanadę przez rzekę Świętego Wawrzyńca (ang. Thousand Islands Bridge) został otwarty przez prezydenta Franklina D. Roosevelta.
- 20 sierpnia – w Londynie, Brytyjczyk Sydney Wooderson ustanowił rekord świata w biegu na 800 m (1:48:04)
- 23 sierpnia – w czasie obiadu na pokładzie transatlantyku „Patria” na Zatoce Kilońskiej, Hitler powiedział do goszczącego w Niemczech przywódcy węgierskiego Miklósia Horthyego, że atak na Czechosłowację jest nieodwołalny. Powiedział, że kto chce siedzieć przy stole musi, chociaż pomóc w kuchni. Była to aluzja do roszczeń węgierskich do Zakarpacia.
- 27 sierpnia – generał Ludwig Beck opuszcza stanowisko szefa Sztabu Generalnego wojsk lądowych armii niemieckiej, stanowisko to obejmuje generał Franz Halder.
- 28 sierpnia – w związku z niepowodzeniem misji Lorda Runcimana, brytyjski premier Neville Chamberlain, zawezwał ambasadora brytyjskiego w Berlinie Nevile’a Hendersona do powrotu do Londynu. Nevile Henderson został poinstruowany, by zorganizować spotkanie Chamberlaina z Hitlerem.
- 31 sierpnia – w nocie do premiera brytyjskiego Winston Churchill podkreślił, że Francja i Wielka Brytania powinny honorowo wypełnić zobowiązania względem Czechosłowacji, powinny stanąć w obronie przeciw niemieckiej agresji. Zasugerował, że brytyjski rząd powinien stworzyć większą koalicję krajów, ze Stanami Zjednoczonymi i ze Związkiem Radzieckim.
- 2 września – sowiecki ambasador w Wielkiej Brytanii Iwan Majski, w telefonicznej rozmowie z Winstonem Churchillem poinformował go, że Ludowy Komisarz Spraw Zagranicznych Maksim Litwinow oświadczył ambasadorowi francuskiemu w Moskwie, że ZSRR jest gotowe do walki o integralność terytorialną Czechosłowacji.
- 5 września – prezydent Czechosłowacji Edvard Beneš spotkał się z przedstawicielami społeczności Niemców sudeckich na zamku w Hradczanach. Oświadczył im, że zgadza się na wszystkie żądania pod warunkiem, że Kraj Sudetów pozostanie w granicach Czechosłowacji.
- 6 września – rozpoczął się w Norymberdze ostatni zjazd Narodowosocjalistycznej Niemieckiej Partii Robotników. Zjazd ten był uważnie obserwowany na całym świecie, z przemówienia Hitlera starano się wywnioskować czy wybuchnie wojna o Czechosłowację.
- 7 września – w wysokonakładowym brytyjskim dzienniku „The Times” ukazał się artykuł wzywający Czechosłowację do oddania Niemcom Kraju Sudetów.
- 9 września – prezydent Franklin D. Roosevelt rozwiał wszelkie wątpliwości, oświadczając na konferencji prasowej, że w razie niemieckiej agresji na Czechosłowację Stany Zjednoczone pozostaną neutralne.
- 10 września – Hermann Göring w swoim przemówieniu na zjeździe NSDAP w Norymberdze nazwał Czechów „nędzną rasą pigmejów”, która dokucza rasie ludzkiej. W tym samym dniu czeski prezydent Edvard Beneš w przemówieniu radiowym wzywał do spokoju, próbując załagodzić napiętą sytuację.
- 12 września – Hitler w przemówieniu na zakończenie zjazdu NSDAP w Norymberdze gwałtownie zaatakował Czechów i personalnie prezydenta czeskiego Edvarda Beneša.
- 13 września:
  - w Kraju Sudetów pod przewodnictwem niemieckiego działacza hitlerowskiego Konrada Henleina rozpoczęło się powstanie przeciw rządowi czechosłowackiemu.
  - rząd Czechosłowacji ogłosił stan wojenny na terenie Kraju Sudetów.
  - Neville Chamberlain wysłał telegram do Hitlera, w którym przynaglająco zabiegał o spotkanie z przywódcą III Rzeszy.
- 15 września – Neville Chamberlain, premier Wielkiej Brytanii, na spotkaniu w willi Hitlera w Obersalzbergu omówił sprawę niemieckich roszczeń terytorialnych wobec części Czechosłowacji, zwanej Krajem Sudetów.
- 17 września – na poligonie strzeleckim NKWD w Butowie zostali rozstrzelani polski poeta Bruno Jasieński, autor głośnej powieści Palę Paryż, i rosyjski ekonomista Nikołaj Kondratiew, twórca teorii cykli koniunkturalnych.
- 21 września – przygotowania ZSRR do wkroczenia do Czechosłowacji; rząd czechosłowacki nie przyjął pomocy.
- 23 września – powszechna mobilizacja w Czechosłowacji.
- 26 września – częściowa mobilizacja we Francji i Wielkiej Brytanii.
- 27 września – w Glasgow zwodowano transatlantyk RMS Queen Elizabeth.
- 28 września – spotkanie szefów rządów Niemiec, Włoch, Wielkiej Brytanii i Francji w Monachium zorganizowane z inicjatywy Benito Mussoliniego, aby doprowadzić do rozwiązania problemu czechosłowackiego (układ monachijski).
- 30 września – zawarcie przez Niemcy, Włochy, Wielką Brytanię i Francję układu monachijskiego. Upoważniał Niemcy do aneksji części Czechosłowacji (początek tzw. „upadku Czechosłowacji”).
- Październik – Węgry zajęły południową część Czechosłowacji (dalszy ciąg tzw. „upadku Czechosłowacji”).
- 1 października – oddziały niemieckie wkroczyły do Czechosłowacji i zajęły Kraj Sudetów (Sudetenland).
- 2 października – polskie wojska rozpoczęły zajmowanie Śląska Cieszyńskiego.
- 5 października – zmuszony okolicznościami (narzucony układ monachijski), prezydent Czechosłowacji Edvard Beneš złożył dymisję.
- 21 października – wojska japońskie zajęły Kanton.
- 25 października – rząd Benito Mussoliniego ogłosił Libię integralną częścią Włoch.
- 26 października – rozpoczęła się Polenaktion, w wyniku której 17 tys. polskich Żydów mieszkających w Trzeciej Rzeszy zostało deportowanych do Polski.
- 30 października – słuchowisko radiowe według Wojny światów H.G. Wellsa wywołało panikę w całych Stanach Zjednoczonych.
- 2 listopada – w wyniku pierwszego arbitrażu wiedeńskiego przyznano Węgrom część południowej Słowacji oraz Ruś Zakarpacką.
- 7 listopada – żydowski emigrant z Polski Herschel Grynszpan, w proteście przeciw sytuacji Żydów w Niemczech, zastrzelił w Paryżu sekretarza ambasady niemieckiej Ernsta vom Ratha. Wydarzenie stało się pretekstem dla dalszych prześladowań („noc kryształowa”).
- 9/10 listopada – wielki pogrom Żydów w Niemczech i Austrii („noc kryształowa”).
- 11 listopada – została zdelegalizowana przez niemieckich okupantów czeska organizacja narodowo-radykalna Vlajka.
- 16 listopada – szwajcarski chemik Albert Hofmann dokonał syntezy LSD.
- 22 listopada – Zgromadzenie Narodowe Republiki Czesko-Słowackiej uchwaliło nową konstytucję, przyznającą Zakarpaciu autonomię. Nazwa autonomicznego kraju brzmiała (od 30 grudnia 1938) Ukraina Karpacka.
- 25 listopada – Ławrientij Beria został ludowym komisarzem spraw wewnętrznych.
- 28 listopada – rozpoczęło nadawanie Radio Tirana.
- 30 listopada:
  - Emil Hácha został wybrany na prezydenta Czechosłowacji.
  - podczas transportu do więzienia w Jilavie został uduszony przez żandarmów przywódca rumuńskiej nacjonalistycznej Żelaznej Gwardii Corneliu Zelea Codreanu i jego 13 współtowarzyszy.
  - liczba bezrobotnych w Stanach Zjednoczonych wyniosła 9 211 000[1].
- Grudzień – Niemcy opracowały tzw. program Z (10-letni plan rozbudowy floty wojennej).
- 1 grudnia – Rudolf Beran został premierem Czechosłowacji.
- 3 grudnia – w Santiago otwarto Stadion Narodowy.
- 15 grudnia – weszła do służby ulepszona wersja niemieckiej maszyny szyfrującej Enigma.
- 18 grudnia – bretońska organizacja terrorystyczna Gwenn ha du wysadziła w Pontivy pomnik upamiętniający unię bretońsko-francuską.
- 22 grudnia:
  - Otto Hahn, wspólnie z Fritzem Straßmannem, przeprowadził pierwszą próbę rozszczepienia jądra atomowego.
  - odkrycie pierwszej żywej latimerii.
- 23 grudnia – hiszpańska wojna domowa: ruszyła ofensywa wojsk generała Francisco Franco na Katalonię.
- 28 grudnia – Irak zerwał stosunki dyplomatyczne z Francją.
- 30 grudnia – w Brnie w teatrze Na Hradbách (obecnie Mahenovo divadlo) odbyła się światowa prapremiera baletu Siergieja Prokofjewa Romeo i Julia opartego na sztuce Szekspira o tym samym tytule.
- 31 grudnia – dokonano oblotu Boeinga 307 Stratoliner, pierwszego samolotu pasażerskiego wyposażonego w kabinę ciśnieniową, umożliwiającą przeloty na dużej wysokości.
- Wyizolowanie penicyliny przez grupę trzech naukowców: Alexandra Fleminga, Howarda Waltera Floreya oraz Ernsta Borisa Chaina (samo odkrycie penicyliny nastąpiło 28 września 1928 r. przez Alexandra Fleminga).

## Urodzili się
- 1 stycznia:
  - Frank Langella, amerykański aktor
  - Staṇislavs Lugailo, łotewski siatkarz, reprezentant ZSRR, mistrz olimpijski (zm. 2021)
  - Józef Skwark, polski aktor (zm. 2022)
- 2 stycznia:
  - Marian Kępka, polski polityk, rolnik, poseł na Sejm I kadencji (zm. 1992)
  - Goh Kun, polityk południowokoreański, burmistrz Seulu, premier
  - Waldemar Szczepanowski, polski siatkarz
  - Ryszard Taedling, polski dziennikarz, dramaturg i tłumacz żydowskiego pochodzenia (zm. 2021)
- 3 stycznia – Włodzimierz Smoliński, polski zapaśnik, trener (zm. 2018)
- 4 stycznia:
  - Boris Griszyn, rosyjski piłkarz wodny
  - Eddie Southern, amerykański lekkoatleta, płotkarz (zm. 2023)
  - Stanisław Wądołowski, polski związkowiec, polityk, poseł na Sejm RP
- 5 stycznia:
  - Andrzej Babiński, polski poeta (zm. 1984)
  - Jan Karol I Burbon, król Hiszpanii
  - Lindsay Crosby, amerykański piosenkarz, aktor (zm. 1989)
  - Terry Davis, brytyjski polityk, sekretarz generalny Rady Europy (zm. 2024)
  - Keith Greene, brytyjski kierowca wyścigowy (zm. 2021)
  - Piet Kruiver, holenderski piłkarz (zm. 1989)
  - Ngũgĩ wa Thiong’o, kenijski pisarz (zm. 2025)
  - Alaksandr Wajtowicz, białoruski fizyk, polityk
- 6 stycznia:
  - Adriano Celentano, włoski piosenkarz, aktor, reżyser i prezenter telewizyjny
  - Karl-Heinz Kunde, niemiecki kolarz (zm. 2018)
  - Łarisa Szepitko, białoruska reżyserka i scenarzystka filmowa (zm. 1979)
- 7 stycznia:
  - Rauno Aaltonen, fiński kierowca rajdowy
  - Patrick John, dominicki polityk, premier Dominiki (zm. 2021)
  - Amfilochiusz (Radović), serbski biskup prawosławny (zm. 2020)
  - Roland Topor, francuski prozaik, dramaturg, rysownik, grafik, aktor, scenarzysta, scenograf, reżyser teatralny i filmowy pochodzenia polsko-żydowskiego (zm. 1997)
  - Marta Wyka, polska historyk i krytyk literatury
- 8 stycznia:
  - Earl Babbie, amerykański socjolog
  - Bob Eubanks, amerykański prezenter radiowy i telewizyjny
  - Atanazy (Jevtić), serbski biskup prawosławny (zm. 2021)
  - Witold Jędrzejewski, polski koszykarz, inżynier, informatyk, konstruktor (zm. 2017)
  - Jewgienij Niestierienko, rosyjski śpiewak operowy (bas) (zm. 2021)
  - Czesława Pszczolińska, polska aktorka
- 10 stycznia:
  - Donald Knuth, amerykański matematyk i informatyk
  - Josef Koudelka, czeski fotografik
  - Willie McCovey, amerykański baseballista (zm. 2018)
- 11 stycznia:
  - Roman Michalski, polski aktor
  - Giuseppe Molinari, włoski duchowny katolicki
  - Czesław Nowak, polski polityk, poseł na Sejm X i I kadencji
  - Arthur Scargill, brytyjski polityk
- 12 stycznia:
  - Anna Marchlewska-Koj, polska biolog, profesor nauk biologicznych (zm. 2022)
  - Alan Rees, brytyjski kierowca wyścigowy (zm. 2024)
  - Gildo Siorpaes, włoski bobsleista, narciarz alpejski
- 13 stycznia:
  - Daevid Allen, australijski gitarzysta, piosenkarz i kompozytor (zm. 2015)
  - William B. Davis, kanadyjski aktor
  - Shivkumar Sharma, indyjski muzyk (zm. 2022)
- 14 stycznia:
  - Morihiro Hosokawa, japoński polityk, premier Japonii
  - Jack Jones, amerykański piosenkarz (zm. 2024)
  - Dražen Marović, chorwacki szachista, dziennikarz
- 15 stycznia:
  - Esko Marttinen, fiński biathlonista
  - Kjell Rehnström, szwedzki tłumacz, slawista, leksykograf, interlingwista
  - Barbara Wrzesińska, polska aktorka
- 16 stycznia:
  - Jacques Fort, francuski rugbysta (zm. 2018)
  - Stanisław Kiczuk, polski filozof, logik
  - Wojciech Nawrocik, polski fizyk
  - John Richard Paxton, australijski ichtiolog
  - Wanda Sikora, polska rolnik i polityk, posłanka na Sejm RP I kadencji
- 17 stycznia:
  - John Bellairs, amerykański pisarz (zm. 1991)
  - Toini Gustafsson, szwedzka biegaczka fińskiego pochodzenia
  - Antoni Jutrzenka-Trzebiatowski, polski biolog, botanik, fitosocjolog, polityk, senator RP (zm. 2015)
  - David Theile, australijski pływak
- 18 stycznia:
  - Anthony Giddens, brytyjski socjolog
  - Paul G. Kirk Jr., amerykański polityk, senator ze stanu Massachusetts
  - Werner Olk, niemiecki piłkarz, trener
  - Manuel Rodríguez Araneda, chilijski piłkarz (zm. 2018)
- 19 stycznia:
  - Les Dayman, australijski aktor, reżyser teatralny (zm. 2023)
  - Manfred Osten, niemiecki prawnik, historyk kultury, eseista, dyplomata
  - Denny Smith, amerykański polityk
- 21 stycznia – Romano Fogli, włoski piłkarz, trener (zm. 2021)
- 22 stycznia:
  - Altair, brazylijski piłkarz (zm. 2019)
  - Paolo Angioni, włoski jeździec sportowy (zm. 2025)
  - Jean Taillandier, francuski piłkarz, bramkarz
- 23 stycznia:
  - Georg Baselitz, niemiecki malarz i rzeźbiarz
  - Theo-Ben Gurirab, namibijski polityk (zm. 2018)
- 24 stycznia – Francisco Fernández Carvajal, hiszpański duchowny katolicki, pisarz religijny
- 25 stycznia:
  - Krzysztof Dzikowski, polski satyryk i literat
  - Etta James, amerykańska piosenkarka (zm. 2012)
  - Reiji Matsumoto, japoński twórca mang (zm. 2023)
  - Władimir Wysocki (ros. Владимир Семёнович Высоцкий), rosyjski aktor, poeta i pieśniarz (zm. 1980)
- 26 stycznia:
  - Franciszek Misiąg, polski ekonomista (zm. 2019)
  - Edward Sosna, polski aktor
- 27 stycznia:
  - Concepció Ferrer, hiszpańska i katalońska polityk
  - Madeleine de Grandmaison, francuska i martynikańska polityk
  - Zbigniew Pruszkowski, polski polityk, poseł na Sejm PRL
  - Helena Sęk, polska psycholog, profesor
  - Jerzy Stasiuk, polski aktor (zm. 2000)
  - Włodzimierz Śpiewak, polski piłkarz, trener (zm. 1997)
  - Wiktor Żdanowicz, rosyjski florecista
- 28 stycznia:
  - Nabih Berri, libański polityk
  - Marek Karewicz, polski artysta fotografik, dziennikarz muzyczny (zm. 2018)
  - Tomas Lindahl, szwedzki chemik, laureat Nagrody Nobla
  - Łeonid Żabotynśkyj, ukraiński sztangista (zm. 2016)
- 29 stycznia:
  - Pavel Hofmann, czeski wioślarz
  - Beata Szymańska, polska historyk filozofii oraz poetka i prozaiczka (zm. 2025)
  - Shūji Tsurumi, japoński gimnastyk
- 30 stycznia:
  - Irena Bukowska-Floreńska, polska etnolożka, antropolożka kulturowa
  - Marcel van Dam, holenderski polityk
  - Islom Karimov, uzbecki polityk (zm. 2016)
- 31 stycznia:
  - Beatrycze, królowa Holandii
  - Edward Mecha, polski ekonomista, geodeta, samorządowiec, prezydent Katowic (zm. 2013)
  - Ajip Rosidi, indonezyjski poeta, prozaik i tłumacz (zm. 2020)
- 1 lutego:
  - Rita Aczkina, rosyjska biegaczka narciarska
  - Mario Desiderio, argentyński piłkarz
  - Janusz Dymek, polski reżyser i scenarzysta filmowy
  - Zinaida Ignatjewa, rosyjska pianistka (zm. 2022)
- 2 lutego:
  - Simon Estes, amerykański śpiewak operowy
  - Norman Fowler, brytyjski polityk
  - Bo Hopkins, amerykański aktor (zm. 2022)
  - Stefan Kowal, polski historyk
  - Domingo Lejona, argentyński piłkarz
- 3 lutego:
  - Tony Marshall, niemiecki piosenkarz i śpiewak operowy (zm. 2023)
  - Antonio Maria Vegliò, włoski duchowny katolicki
- 4 lutego:
  - Halina Górecka, polska lekkoatletka
  - Zygmunt Malanowicz, polski aktor, reżyser i scenarzysta (zm. 2021)
  - Jim Nicholson, amerykański prawnik
  - Thaddeus Radzilowski, polsko-amerykański historyk, wykładowca akademicki, prezydent Piast Institute (zm. 2018)
- 6 lutego:
  - Beatrix Podolska, polska pisarka
  - Maciej Szańkowski, polski rzeźbiarz
- 7 lutego:
  - Henryka Jóźwik, polska lekkoatletka, biegaczka średniodystansowa (zm. 2017)
  - Joannicjusz (Kobziew), ukraińsko-rosyjski biskup prawosławny (zm. 2020)
  - Franco Testa, włoski kolarz torowy (zm. 2025)
- 8 lutego:
  - Melvyn Goldstein, amerykański antropolog społeczny
  - Szymon Rudnicki, polski historyk
- 9 lutego:
  - Jurij Kowal, radziecki autor książek dla dzieci (zm. 1995)
  - Raul José Quimpo Martirez, filipiński duchowny katolicki (zm. 2024)
- 10 lutego:
  - Alina Gut, polska polityk, radca prawny, posłanka na Sejm RP
  - Gieorgij Wajner, rosyjski pisarz (zm. 2009)
- 11 lutego:
  - Mohammed Gammoudi, tunezyjski lekkoatleta
  - Boris Majorow, rosyjski hokeista, trener, działacz, komentator telewizyjny
  - Stanisław Rakusa-Suszczewski, polski biolog, oceanolog i polarnik
- 12 lutego:
  - Judy Blume, amerykańska pisarka
  - Tor Obrestad, norweski poeta, prozaik i tłumacz (zm. 2020)
- 13 lutego:
  - Carmela Corren, izraelska piosenkarka, aktorka (zm. 2022)
  - Sławomir Dąbrowa, polski prawnik, dyplomata (zm. 2020)
  - Pierre Raffin, francuski duchowny katolicki, biskup Metz (zm. 2024)
  - Oliver Reed, brytyjski aktor (zm. 1999)
- 14 lutego:
  - Isidoro Díaz, meksykański piłkarz
  - Achim Müller, niemiecki chemik, wykładowca akademicki (zm. 2024)
- 15 lutego:
  - Diana Deutsch, brytyjsko-amerykańska psycholożka
  - Tadeusz Wieczorek, polski aktor (zm. 2016)
  - Toni Zweifel, szwajcarski działacz Opus Dei, Sługa Boży (zm. 1989)
- 16 lutego:
  - Pedro De Ciancio, argentyński piłkarz
  - John Corigliano, amerykański kompozytor
- 17 lutego:
  - Péter Bakonyi, węgierski szablista
  - Jan Chodkowski, polski rolnik, polityk, senator RP
  - Jerzy Mruk, polski hokeista, trener (zm. 2023)
  - Antoneta Papapavli, albańska aktorka (zm. 2013)
- 18 lutego:
  - Halina Kunicka, polska piosenkarka
  - Leszek Aleksander Moczulski, polski poeta (zm. 2017)
  - Gino Stacchini, włoski piłkarz
  - István Szabó, węgierski reżyser i scenarzysta filmowy
  - Piotr Wojciechowski, polski pisarz
- 19 lutego:
  - Roman Andrzejewski, polski duchowny katolicki, biskup pomocniczy włocławski (zm. 2003)
  - Oliver Taylor, australijski bokser
- 20 lutego:
  - Richard Beymer, amerykański aktor
  - Andrzej Kossakowski, polski fizyk (zm. 2021)
  - Paolo Romeo, włoski duchowny katolicki, kardynał
- 21 lutego:
  - Lester Bird, polityk antiguański (zm. 2021)
  - John Harvey, australijski kierowca wyścigowy (zm. 2020)
  - François Heutte, francuski piłkarz
  - Hans Plenk, niemiecki saneczkarz (zm. 2023)
- 22 lutego:
  - John Cunningham, szkocki duchowny katolicki, biskup Galloway (zm. 2021)
  - Roman Dyląg, polski muzyk jazzowy i kontrabasista (zm. 2023)
  - Waldemar Lipka-Chudzik, polski prawnik i dyplomata
  - Ishmael Reed, amerykański pisarz
  - Andrzej Turczyński, polski pisarz (zm. 2020)
- 23 lutego:
  - Jiří Menzel, czeski aktor, reżyser i scenarzysta filmowy (zm. 2020)
  - Karl Erik Olsson, szwedzki polityk (zm. 2021)
- 24 lutego:
  - James Farentino, amerykański aktor telewizyjny i filmowy (zm. 2012)
  - Kazimierz Pomagalski, polski malarz
- 25 lutego:
  - Diane Baker, amerykańska aktorka
  - Herb Elliott, australijski lekkoatleta
  - Jacques Ishaq, iracki duchowny chaldejski (zm. 2023)
- 26 lutego:
  - Brian Kilby, brytyjski lekkoatleta (zm. 2024)
  - Aleksandr Prochanow, rosyjski pisarz i publicysta
  - Januário Torgal Mendes Ferreira, portugalski duchowny katolicki, biskup polowy Portugalii
- 28 lutego – Teofil Wojciechowski, polski historyk
- 1 marca:
  - Habib al-Adli, egipski polityk
  - Tupua Tamasese Tupuola Tufuga Efi, samoański polityk, premier i głowa państwa
  - Janina Elżbieta Karney, polska psycholog, pedagog (zm. 2021)
- 2 marca:
  - Ricardo Lagos, chilijski ekonomista, prawnik i polityk
  - Lubert Stryer, amerykański biochemik (zm. 2024)
- 3 marca – Bruno Bozzetto, włoski reżyser
- 4 marca:
  - Alpha Condé, gwinejski polityk
  - Kazimierz Fonfara, polski duchowny katolicki
  - Jerzy Kiszkis, polski aktor
  - Kazimierz Naskręcki, polski wioślarz
  - Paula Prentiss, amerykańska aktorka
  - Adam Daniel Rotfeld, polski dyplomata i polityk
  - Danuta Wawrzynkiewicz, polska administratywistka (zm. 2024)
- 5 marca:
  - Janusz Symonides, polski prawnik (zm. 2020)
  - Fred Williamson, amerykański aktor, reżyser i producent filmowy
- 6 marca:
  - Francesco Coccopalmerio, włoski kardynał
  - Wiktor Gajda, polski malarz, rysownik, rzeźbiarz
  - Nikołaj Manoszyn, rosyjski piłkarz, trener (zm. 2022)
- 7 marca:
  - David Baltimore, amerykański mikrobiolog, laureat Nagrody Nobla
  - Tomasz Burek, polski krytyk literacki, historyk literatury i eseista (zm. 2017)
  - Albert Fert, francuski fizyk
  - Aristide Guarneri, włoski piłkarz
  - Janet Guthrie, amerykańska zawodniczka startująca w wyścigach samochodowych
  - Petr Skoumal, czeski kompozytor (zm. 2014)
- 8 marca:
  - Oleg Czuchoncew, rosyjski poeta
  - Giorgio Puia, włoski piłkarz
  - Lewis Teague, amerykański reżyser
- 9 marca:
  - Krzysztof Baczkowski, polski historyk
  - Ryszard Parulski, polski szermierz, adwokat, działacz sportowy (zm. 2017)
- 10 marca:
  - Grzegorz Tuderek, polski inżynier, menedżer, polityk, poseł na Sejm RP (zm. 2024)
  - Anna Wierzbicka, polska językoznawczyni
  - Behruz Wosughi, irański aktor pochodzenia azerskiego
- 12 marca:
  - Gerard Lukoszczyk, polski piłkarz
  - Karol Parno Gierliński, romsko-polski rzeźbiarz, poeta (zm. 2015)
  - Theodor Kallifatides, szwedzki pisarz pochodzenia greckiego
  - Dimitri Terzakis, grecki kompozytor
- 13 marca:
  - Erma Franklin, amerykańska piosenkarka (zm. 2002)
  - Jerzy Sulikowski, polski pianista
- 14 marca:
  - Florentino Cinense, filipiński duchowny katolicki, biskup Tarlac
  - Lucyna Krawcewicz, polska lekkoatletka i szachistka
  - Stanisław Longosz, polski duchowny katolicki
  - Angus MacLise, amerykański perkusista, kompozytor i mistyk (zm. 1979)
  - Tadeusz Ross, polski aktor, piosenkarz, autor musicali, tekstów piosenek i wierszy dla dzieci, scenarzysta i polityk (zm. 2021)
- 15 marca:
  - Charles Lloyd, amerykański muzyk
  - Jerzy Orłowski, polski konstruktor, pilot i polityk, poseł na Sejm I kadencji
- 17 marca:
  - Rudolf Nuriejew (ros. Рудольф Хаметович Нуриев), rosyjski tancerz baletowy (zm. 1993)
  - Keith O’Brien, szkocki duchowny katolicki, arcybiskup metropolita Saint Andrews i Edynburga i przewodniczący Konferencji Biskupów Szkocji, kardynał (zm. 2018)
- 18 marca:
  - Carl Gottlieb, amerykański scenarzysta i reżyser filmowy
  - Shashi Kapoor, indyjski aktor (zm. 2017)
- 19 marca:
  - Maria Cavaco Silva, portugalska filolog, nauczycielka akademicka, pierwsza dama
  - Jacob Söderman, fiński prawnik, polityk
- 21 marca – Fritz Pleitgen, niemiecki dziennikarz (zm. 2022)
- 22 marca – Ryszard Kozłowski, polski historyk (zm. 2024)
- 23 marca:
  - Alojzy Twardecki, polski tłumacz (zm. 2016)
  - Józef Zych, polski prawnik i polityk
- 24 marca:
  - Holger Czukay, niemiecki gitarzysta (zm. 2017)
  - David Irving, brytyjski pisarz i publicysta
  - Helena Kallianiotes, amerykańska aktorka
  - Valentino Zeichen, włoski poeta (zm. 2016)
- 25 marca – Fritz d’Orey, brazylijski kierowca wyścigowy (zm. 2020)
- 26 marca:
  - Anthony James Leggett, amerykański fizyk, laureat Nagrody Nobla
  - Jicchak Perec, izraelski polityk
- 27 marca:
  - Rolando Irusta, argentyński piłkarz, bramkarz (zm. 2012)
  - Andrzej Jan Piwarski, polski malarz, grafik, działacz społeczny i polonijny (zm. 2025)
- 28 marca:
  - Stanisław Olejniczak, polski koszykarz (zm. 2022)
  - Zofia Saretok, polska aktorka (zm. 2013)
  - Krzysztof Wodziński, polski operator dźwięku
- 29 marca – Manuel Monteiro de Castro, portugalski duchowny katolicki
- 30 marca:
  - Amancio Escapa Aparicio, hiszpański duchowny katolicki, biskup pomocniczy Santo Domingo (zm. 2017)
  - Zofia Merle, polska aktorka (zm. 2023)
  - Ryszard Pisarski, polski piosenkarz
  - Tadeusz Rakoczy, polski duchowny katolicki, biskup diecezjalny bielsko-żywiecki
  - Klaus Schwab, niemiecki inżynier i ekonomista
  - Chiyoko Shimakura, japońska aktorka, piosenkarka (zm. 2013)
- 31 marca:
  - Ahmet Ayık, turecki zapaśnik
  - Antje Gleichfeld, niemiecka lekkoatletka, sprinterka i biegaczka średniodystansowa
  - Marek Piestrak, polski reżyser filmowy
  - Manfred Poschenrieder, niemiecki żużlowiec
  - David Steel, brytyjski polityk
  - Aleksandr Zbrujew, rosyjski aktor
- 1 kwietnia:
  - Jaime González, kolumbijski piłkarz (zm. 1985)
  - Ananda Krishnan, malezyjski przedsiębiorca (zm. 2024)
  - Pierre Nguyễn Văn Nhơn, wietnamski duchowny katolicki, arcybiskup Hanoi, kardynał
- 3 kwietnia – Bas Maliepaard, holenderski kolarz (zm. 2024)
- 4 kwietnia:
  - Den Dover, brytyjski polityk
  - Henryk Górski, polski strzelec sportowy
- 5 kwietnia:
  - Anatolij Azarenkow, ukraiński piłkarz, trener
  - Jorgos Sideris, grecki piłkarz
- 6 kwietnia – Roy Thinnes, amerykański aktor
- 7 kwietnia:
  - Freddie Hubbard, amerykański trębacz jazzowy (zm. 2008)
  - Jerry Brown, amerykański polityk, gubernator Kalifornii
  - Stanisław Opiela, polski jezuita (zm. 2020)
  - Marek Podhajski, polski teoretyk muzyki
  - Sylwester Porowski, polski fizyk
  - Alexander von Schlippenbach, niemiecki kompozytor i pianista freejazzowy
- 8 kwietnia:
  - Kofi Annan, ghański dyplomata, sekretarz generalny ONZ, laureat Pokojowej Nagrody Nobla (zm. 2018)
  - Nicholas Chia, singapurski duchowny katolicki, arcybiskup Singapuru (zm. 2024)
- 9 kwietnia:
  - Wiktor Czernomyrdin (ros. Ви́ктор Степа́нович Черномы́рдин), polityk rosyjski, premier Rosji (zm. 2010)
  - Edmund Pietryk, polski poeta
- 10 kwietnia:
  - Héctor Echeverri, kolumbijski piłkarz (zm. 1988)
  - Zygmunt Skonieczny, polski dokumentalista, reżyser filmowy i scenarzysta
  - Leszek Staroń, polski reżyser (zm. 2024)
- 11 kwietnia – Leon Łochowski, polski aktor (zm. 2017)
- 12 kwietnia:
  - Waldemar Mosbauer, polski kolarz
  - Ken Michael, australijski inżynier, polityk
  - Iwona Słoczyńska, polska aktorka
- 13 kwietnia:
  - Andrzej Dąbrowski, polski muzyk, piosenkarz, perkusista, kompozytor, dziennikarz, fotograf i kierowca rajdowy
  - Andrzej Kaliwoszka, polski generał (zm. 2020)
  - Klaus Lehnertz, zachodnioniemiecki lekkoatleta
  - Frederic Rzewski, amerykański kompozytor, pianista, pedagog pochodzenia polskiego (zm. 2021)
- 14 kwietnia:
  - Bruce Alberts, amerykański biochemik, dziennikarz
  - Romuald Bartnik, polski chemik
  - Petr Nárožný, czeski aktor
- 15 kwietnia:
  - Claudia Cardinale, urodzona w Tunisie włoska aktorka
  - Sawa (Hrycuniak), polski arcybiskup prawosławny, metropolita warszawski i całej Polski
  - Robert Radoja, albański kompozytor i pianista
- 17 kwietnia:
  - Adam Gierek, polski polityk
  - Anna Podhajska, polska lekarka, biotechnolog, profesor nauk biologicznych (zm. 2006)
- 18 kwietnia:
  - Roberto Anzolin, włoski piłkarz (zm. 2017)
  - Anna Białowolska, polska geolog (zm. 2014)
  - Tomasz Łubieński, polski prozaik, dramaturg, eseista i tłumacz literatury pięknej (zm. 2024)
  - Bogdan Jankowski, taternik i alpinista, instruktor alpinizmu, fotograf, elektronik (zm. 2019)
- 19 kwietnia:
  - Andrzej Pettyn, polski pedagog (zm. 2021)
  - Jonathan Tunick, amerykański kompozytor
- 20 kwietnia:
  - Betty Cuthbert, australijska lekkoatletka (zm. 2017)
  - Manfred Kinder, niemiecki lekkoatleta
  - Johnny Tillotson, amerykański piosenkarz i autor tekstów (zm. 2025)
- 21 kwietnia: 
  - Hubert Gembarzewski, polski prof. dr hab. nauk rolniczych, pracownik naukowy Polskiej Akademii Nauk
  - Andrzej Weroński, polski inżynier
- 22 kwietnia:
  - Henk Groot, holenderski piłkarz (zm. 2022)
  - Stanisław Mach, polski polityk, minister przemysłu lekkiego, wicepremier
  - Issey Miyake, japoński projektant mody (zm. 2022)
- 23 kwietnia:
  - Maria Dudzikowa, polska pedagog (zm. 2018)
  - Milena Vukotic, włoska aktorka
- 26 kwietnia:
  - Nino Benvenuti, włoski bokser (zm. 2025)
  - Manuel Blum, wenezuelski informatyk
  - Duane Eddy, amerykański muzyk rockowy, gitarzysta i kompozytor (zm. 2024)
- 27 kwietnia:
  - Andrzej Bronk, polski duchowny katolicki, werbista, filozof
  - Zdzisław Dubiella, polski polityk, fizyk, poseł na Sejm I kadencji
  - Bob Foster, amerykański bokser (zm. 2015)
- 28 kwietnia – Daniel Passent, polski dziennikarz i dyplomata (zm. 2022)
- 29 kwietnia:
  - Czesław Kuriata, polski pisarz (zm. 2022)
  - Bernard Madoff, amerykański finansista (zm. 2021)
  - Karol Olejnik, polski historyk wojskowości
  - Klaus Voormann, niemiecki artysta, muzyk i producent muzyczny
- 30 kwietnia:
  - Larry Niven, amerykański pisarz science-fiction
  - Juraj Jakubisko, słowacki reżyser (zm. 2023)
- 1 maja:
  - Ariadna Gierek-Łapińska, polska lekarka-okulistka (zm. 2020)
  - Nikołaj Karpol, rosyjski trener siatkówki
  - Stanisław Łach, polski historyk
  - Stanisław Musiał, polski filozof, duszpasterz, rzecznik współpracy katolicko-żydowskiej (zm. 2004)
- 2 maja:
  - José Luis Amezcua Melgoza, meksykański duchowny katolicki, biskup Colima
  - Moshoeshoe II, król Lesotho (zm. 1996)
  - Kazimierz Rafalik – polski rzeźbiarz (zm. 2025)
- 3 maja:
  - Arkadij Inin, rosyjski pisarz, publicysta, scenarzysta filmowy
  - Louis Tobback, belgijski polityk
- 4 maja:
  - Leslie Epstein, amerykański pisarz pochodzenia żydowskiego (zm. 2025)
  - Adam Skorupka, polski pianista i kontrabasista jazzowy, kompozytor, aranżer
  - Hanna Stankówna, polska aktorka (zm. 2020)
  - Janusz Woda, polski szachista, trener
- 5 maja
  - Michael Murphy, amerykański aktor
  - Jerzy Skolimowski, polski reżyser
- 6 maja:
  - Bert Boom, holenderski kolarz szosowy i torowy
  - Krzysztof Coriolan, polski poeta, prozaik
  - Jean-Michel Cousteau, francuski podróżnik, odkrywca, działacz ochrony środowiska, producent filmowy, reżyser filmów przyrodniczych
  - Ildefonso Obama Obono, duchowny katolicki z Gwinei Równikowej, arcybiskup Malabo
- 7 maja – Bogumił Antczak, polski aktor
- 8 maja:
  - Jean Giraud, francuski scenarzysta i rysownik komiksowy (zm. 2012)
  - Corine Rottschafer, holenderska modelka (zm. 2020)
  - Jan Roman Słonka, polski jubiler, rzeźbiarz, malarz i pedagog (zm. 2024)
- 9 maja:
  - Daniel Beauvois, francuski historyk, pisarz, tłumacz
  - Milan Melník, słowacki chemik, wykładowca akademicki, polityk
  - Krystyna Nesteruk, polska działaczka samorządowa, prezydent Katowic
  - Charles Simic, serbsko-amerykański poeta, wydawca (zm. 2023)
- 10 maja:
  - Manuel Santana, hiszpański tenisista (zm. 2021)
  - Marina Vlady, francuska aktorka
- 11 maja:
  - Stanisław Gazda, polski kolarz (zm. 2020)
  - Marek Kłodziński, polski ekonomista
- 12 maja:
  - Alex Chernov, australijski ekonomista
  - Andrzej J. Jaroszewicz, polski operator i reżyser filmowy
  - Ayaz Mütəllibov, azerski polityk, prezydent Azerbejdżanu (zm. 2022)
  - Millie Perkins, amerykańska aktorka
  - Marie-Josée Roig, francuska polityk, samorządowiec, mer Awinionu, minister rodziny (zm. 2024)
- 13 maja:
  - Giuliano Amato, włoski prawnik i polityk
  - Andrzej Filipowicz, polski szachista
  - Kazumasa Hirai, japoński pisarz (zm. 2015)
  - Tony Renis, włoski wokalista, kompozytor, producent muzyczny i aktor
  - Buck Taylor, amerykański aktor
- 14 maja:
  - Ireneusz Michaś, polski lekarz weterynarii, polityk, senator RP (zm. 2023)
  - Clive Rowlands, walijski rugbysta (zm. 2023)
- 15 maja:
  - Mireille Darc, francuska aktorka i reżyser (zm. 2017)
  - Zofia Grzebisz-Nowicka, polska polityk
  - Jerzy Jachowicz, polski dziennikarz
- 16 maja:
  - Roberto Frigerio, piłkarz szwajcarski (zm. 2023)
  - Ivan Sutherland, amerykański informatyk
- 17 maja:
  - Aquilino Bocos Merino, hiszpański duchowny katolicki, kardynał
  - Piero Gnudi, włoski przedsiębiorca, ekonomista, menedżer, polityk
  - Ryszard Rotkiewicz, polski polityk, samorządowiec, prezydent Szczecina
- 18 maja:
  - Anna Barton, polska bizneswoman, założycielka wytwórni lodów
  - Bernard Margueritte, francuski dziennikarz i publicysta
  - Andrzej Szumigaj, polski artysta plastyk
- 19 maja:
  - Bryan Marshall, brytyjski aktor pochodzenia irlandzkiego (zm. 2019)
  - Igor Ter-Owanesian, radziecki lekkoatleta, skoczek w dal
- 20 maja:
  - Stien Baas-Kaiser, holenderska łyżwiarka szybka (zm. 2022)
  - Bronisław Gawron, polski duchowny rzymskokatolicki (zm. 2019)
  - Astrid Kirchherr, niemiecka malarka, fotografka (zm. 2020)
  - Marinella, grecka piosenkarka
- 21 maja:
  - Kay Pollak, szwedzki reżyser filmowy, pisarz
  - Barbara Topolska, polska historyk
  - Urs Widmer, szwajcarski pisarz (zm. 2014)
- 22 maja:
  - Richard Benjamin, amerykański aktor i reżyser filmowy
  - Hans Buzek, austriacki piłkarz
  - Petre Hristovici, rumuński bobsleista
- 23 maja:
  - Daniel Buren, francuski malarz i teoretyk sztuki
  - Stanisław Człapa, polski prałat, kanonik (zm. 2013)
  - Edem Kodjo, togijski polityk i dyplomata (zm. 2020)
- 24 maja:
  - Prince Buster, jamajski muzyk (zm. 2016)
  - Tommy Chong, kanadyjski aktor i muzyk
  - Bradley Efron, amerykański statystyk
  - Roman Nyga, polski malarz (zm. 2021)
  - Kai Simons, fiński biochemik
- 25 maja:
  - Raymond Carver, amerykański prozaik i poeta (zm. 1988)
  - Paweł Pierściński, polski fotografik (zm. 2017)
- 26 maja:
  - Jaki Liebezeit, niemiecki perkusista (zm. 2017)
  - Ludmiła Pietruszewska, rosyjska prozaiczka
  - Teresa Stratas, kanadyjska śpiewaczka pochodzenia greckiego
- 27 maja:
  - Halina Nowina Konopka, polska architekt, polityk, poseł na Sejm RP
  - Igor Zajcew, rosyjski szachista, trener
- 28 maja:
  - Jerry West, amerykański koszykarz, trener i działacz sportowy (zm. 2024)
  - Andrzej Żabiński, polski polityk, działacz partyjny, socjolog (zm. 1988)
- 29 maja – Karsten Alnæs, norweski pisarz, historyk
- 30 maja:
  - Halina Krüger-Syrokomska, polska alpinistka, himalaistka (zm. 1982)
  - Antoni Smuszkiewicz, polski polonista, badacz i krytyk fantastyki naukowej (zm. 2021)
- 31 maja:
  - Arnold Hungerbühler, szwajcarski kolarz przełajowy
  - Adriana Iliescu, Rumunka, do 2016 roku najstarsza znana kobieta, która urodziła dziecko
  - John Prescott, brytyjski ekonomista, polityk, wicepremier (zm. 2024)
  - Anna Zadrożyńska, polska etnolog, wykładowczyni akademicka (zm. 2014)
- 1 czerwca – Carlo Caffarra, włoski duchowny katolicki, kardynał (zm. 2017)
- 2 czerwca:
  - Crandell Addington, amerykański przedsiębiorca, pokerzysta (zm. 2024)
  - Désirée, szwedzka księżniczka
  - Janusz Degler, polski językoznawca
  - Ron Ely, amerykański aktor (zm. 2024)
  - Carlos Garaikoetxea, baskijski adwokat, polityk
  - Edda Göring, niemiecka diagnostyk laboratoryjna, córka Hermanna Göringa (zm. 2018)
  - Anatolij Złenko, radziecki i ukraiński dyplomata, minister spraw zagranicznych USRR i Ukrainy (zm. 2021)
- 3 czerwca:
  - Waldemar Mazurkiewicz, polski dyplomata, funkcjonariusz służb specjalnych PRL
  - Wsiewołod Szyłowski, rosyjski aktor
  - Jan Śledzianowski, polski duchowny rzymskokatolicki
- 4 czerwca:
  - Jacek Gaj, polski grafik, rysownik, pedagog (zm. 2021)
  - Chryzostom (Mahairiotis), cypryjski biskup prawosławny
  - Jerzy Piskun, polski koszykarz (zm. 2018)
  - Andrzej Szajkowski, polski prawnik
- 5 czerwca:
  - Karin Balzer, lekkoatletka NRD (zm. 2019)
  - Francesco De Lorenzo, włoski polityk
- 6 czerwca:
  - Ludwik Brazylijski, głowa cesarskiej rodziny Brazylii (zm. 2022)
  - Michael Holmes, brytyjski polityk (zm. 2023)
  - Jonas Kauneckas, litewski duchowny katolicki, biskup poniewieski
  - Nikołaj Swiridow, rosyjski lekkoatleta, średniodystansowiec (zm. 2023)
- 7 czerwca – Ian St. John, szkocki piłkarz, trener (zm. 2021)
- 8 czerwca:
  - Angelo Amato, włoski kardynał (zm. 2024)
  - Wołodymyr Biernacki, ukraiński malarz (zm. 2019)
  - Martin Lee, hongkoński polityk
- 9 czerwca:
  - Tengiz Kitowani, gruziński wojskowy, polityk (zm. 2023)
  - Tomislav Knez, jugosłowiański piłkarz
  - Charles Wuorinen, amerykański kompozytor, pianista, dyrygent i pedagog (zm. 2020)
- 10 czerwca:
  - Rob Krier, luksemburski architekt, urbanista, planista, rzeźbiarz, publicysta (zm. 2023)
  - Violetta Villas, polska piosenkarka, kompozytorka, autorka tekstów, aktorka (zm. 2011)
- 11 czerwca – Petr Kostka, czeski aktor
- 12 czerwca:
  - Joseph McPartlin, szkocki rugbysta, reprezentant kraju, sędzia i działacz sportowy, nauczyciel (zm. 2013)
  - Bernard Wieczorek, polski doktor nauk o kulturze fizycznej, rugbysta, trener, sędzia i działacz sportowy (zm. 2019)
- 13 czerwca:
  - Ákos Engelmayer, węgierski dziennikarz, historyk i wykładowca
  - John Newlove, kanadyjski poeta (zm. 2003)
- 14 czerwca – Esko Saira, fiński biathlonista
- 15 czerwca:
  - Jorge Rivero, meksykański aktor
  - Janusz Terpiłowski, polski inżynier
  - Billy Williams, amerykański baseballista
- 16 czerwca:
  - Seweryn Jurgielaniec, polski lekarz, polityk, poseł na Sejm RP (zm. 2012)
  - Torgny Lindgren, szwedzki pisarz (zm. 2017)
  - Joyce Carol Oates, amerykańska pisarka
  - Władysław Święs, polski bankowiec, poseł na Sejm RP II kadencji
  - Carlo Tognoli, włoski polityk i samorządowiec, burmistrz Mediolanu (zm. 2021)
- 17 czerwca:
  - Grethe Ingmann, duńska piosenkarka (zm. 1990)
  - Władimir Karasiow, rosyjski szachista (zm. 2021)
  - Hugh McMahon, brytyjski polityk
  - Félix Mourinho, portugalski piłkarz, bramkarz, trener (zm. 2017)
- 18 czerwca:
  - Jan Drzewiecki, polski pianista, aranżer, kompozytor (zm. 2006)
  - Jan Teofil Siciński, polski biolog (zm. 2023)
- 19 czerwca – Jerzy Bagrowicz, polski duchowny katolicki
- 21 czerwca:
  - Dan Burton, amerykański polityk
  - José Luis Castro Medellín, meksykański duchowny katolicki, biskup Tacámbaro (zm. 2020)
  - Jan Winiecki, polski ekonomista (zm. 2016)
  - Jan Wnuk, polski ekonomista
- 23 czerwca:
  - Dick Cochran, amerykański lekkoatleta
  - James Wedderburn, barbadoski lekkoatleta, sprinter
- 24 czerwca:
  - Lawrence Block, amerykański pisarz
  - Krystyna Jakowska, polska historyk literatury
  - Boris Łagutin, rosyjski bokser (zm. 2022)
- 25 czerwca:
  - Augusto Barbera, włoski polityk
  - Marian Duś, polski biskup katolicki (zm. 2021)
- 26 czerwca:
  - Neil Abercrombie, amerykański polityk
  - Krzysztof Baranowski, polski dziennikarz, pisarz, żeglarz, reżyser filmów dokumentalnych
  - Terry Curley, australijski rugbysta, zakonnik, nauczyciel i prawnik (zm. 2016)
  - Gerald North, amerykański klimatolog
- 27 czerwca:
  - Bruce Babbitt, amerykański polityk
  - Kathryn Beaumont, brytyjsko-amerykańska aktorka
  - Jerzy Śmiałek, polski samorządowiec, prezydent Katowic (zm. 2018)
- 28 czerwca:
  - József Gelei, węgierski piłkarz
  - Leon Panetta, amerykański polityk
- 29 czerwca:
  - Jadwiga Dawidziuk, poetka, autorka tekstów piosenek, kompozytorka, działaczka kulturalna
  - Natalia Kot-Wala, polska gimnastyczka
  - Giampaolo Menichelli, włoski piłkarz
  - Anna Sitarska, polska bibliotekoznawczyni, doktor habilitowany nauk humanistycznych (zm. 2023)
- 30 czerwca:
  - Krzysztof Dowgiałło, polski polityk
  - Billy Mills, amerykański lekkoatleta
  - Mirko Novosel, jugosłowiański koszykarz i trener (zm. 2023)
  - Jeri Taylor, amerykańska scenarzystka i producentka telewizyjna (zm. 2024)
- 1 lipca:
  - Jeanne Ashworth, amerykańska łyżwiarka szybka (zm. 2018)
  - Hariprasad Chaurasia, indyjski flecista
  - Teresa Czyż, polska naukowiec
  - Ilana Karaszyk, izraelska lekkoatletka, sprinterka i skoczkini w dal
  - Aleksandr Kurlandski, rosyjski pisarz, scenarzysta (zm. 2020)
- 2 lipca:
  - Marcel Artelesa, francuski piłkarz (zm. 2016)
  - Joseph Galante, amerykański duchowny katolicki, biskup Camden (zm. 2019)
  - David Owen, brytyjski polityk
- 3 lipca:
  - Ebrahim Sejfpur, irański zapaśnik
  - Sjaak Swart, holenderski piłkarz
- 4 lipca:
  - Mike Mainieri, amerykański wibrafonista
  - Ernie Pieterse, południowoafrykański kierowca wyścigowy (zm. 2017)
  - Bill Withers, amerykański wokalista, gitarzysta i kompozytor (zm. 2020)
- 5 lipca:
  - Marie-Hélène Descamps, francuska dziennikarka, polityk (zm. 2020)
  - Donald Gelling, brytyjski polityk, premier Wyspy Man
  - Adrianna Godlewska, polska aktorka
- 6 lipca:
  - Elżbieta Łucja Gacek, polska prawnik i polityk
  - Jerzy Grupiński, polski poeta
  - Uli Maslo, niemiecki piłkarz
- 7 lipca:
  - Jan Assmann, niemiecki historyk, egiptolog (zm. 2024)
  - Willibald Fabian, polski polityk mniejszości niemieckiej, poseł na Sejm RP
- 8 lipca:
  - Jerzy Kamas, polski aktor (zm. 2015)
  - Andriej Miagkow, rosyjski aktor (zm. 2021)
- 9 lipca:
  - Lija Achiedżakowa, rosyjska aktorka
  - Brian Dennehy, amerykański aktor, reżyser filmowy (zm. 2020)
- 11 lipca – Jiří Krampol, czeski aktor (zm. 2025)
- 12 lipca:
  - Wieger Mensonides, holenderski pływak
  - Horst Panic, polski piłkarz
- 13 lipca:
  - Myrosław Skoryk, ukraiński kompozytor (zm. 2020)
  - Michael Verhoeven, niemiecki reżyser (zm. 2024)
- 14 lipca – Moshe Safdie, kanadyjsko-izraelski architekt
- 15 lipca:
  - Bill Alsup, amerykański kierowca wyścigowy (zm. 2016)
  - Enrique Figuerola, kubański lekkoatleta
  - Barry Goldwater, amerykański polityk
- 16 lipca:
  - César Ramón Ortega Herrera, wenezuelski duchowny katolicki, biskup Barcelony (zm. 2021)
  - Leszek Piotrowski, polski prawnik, adwokat, polityk, senator RP, wiceminister sprawiedliwości (zm. 2010)
- 17 lipca:
  - Hartmut Bagger, generał niemiecki (zm. 2024)
  - Czesław Cichoń, polski inżynier (zm. 2021)
  - Hermann Huppen, belgijski autor komiksów
  - Mirosław Obłoński, autor tekstów, piosenkarz, artysta Piwnicy pod Baranami (zm. 2023)
- 18 lipca:
  - Jan Stanisław Skorupski, poeta
  - Paul Verhoeven, holenderski reżyser i scenarzysta
- 19 lipca – Wachtang Kikabidze, gruziński artysta, aktor, piosenkarz, scenarzysta i pisarz (zm. 2023)
- 20 lipca:
  - Asłan Abaszydze, gruziński polityk
  - Teresa Barska, polska scenografka filmowa, dekoratorka wnętrz
  - Deniz Baykal, turecki polityk (zm. 2023)
  - Roger Hunt, angielski piłkarz (zm. 2021)
  - Tony Oliva, kubański baseballista
  - Diana Rigg, angielska aktorka teatralna, filmowa i telewizyjna (zm. 2020)
  - Natalie Wood, amerykańska aktorka filmowa (zm. 1981)
- 21 lipca:
  - Francesco Gioia, włoski duchowny katolicki
  - Janet Reno, amerykańska polityk (zm. 2016)
- 22 lipca:
  - Martino Canessa, włoski duchowny katolicki, biskup Tortony
  - Jerzy Mellibruda, polski psycholog (zm. 2020)
  - Mark Rakita, rosyjski szablista pochodzenia żydowskiego
  - Terence Stamp, brytyjski aktor (zm. 2025)
- 23 lipca:
  - Ronny Cox, amerykański aktor i piosenkarz
  - Götz George, niemiecki aktor (zm. 2016)
- 24 lipca:
  - José Altafini, brazylijsko-włoski piłkarz
  - Jerzy Makarczyk, polski prawnik, polityk (zm. 2025)
  - André Vauchez, francuski historyk, mediewista
- 25 lipca:
  - Jim Harrick, amerykański trener koszykówki
  - Léon Syrovatski, francuski lekkoatleta, oszczepnik
- 26 lipca: 
  - Joanne Brackeen, amerykańska pianistka i kompozytorka jazzowa
  - Anna Krzeptowska, polska biegaczka narciarska (zm. 2017)
- 27 lipca:
  - Isabelle Aubret, francuska piosenkarka
  - Christina Björk, szwedzka pisarka
  - Gary Gygax, twórca gry fabularnej Dungeons & Dragons (zm. 2008)
  - Zofia Turosz, polska lekkoatletka, biegaczka, maratonka i chodziarka
- 28 lipca:
  - Alberto Fujimori, peruwiański polityk pochodzenia japońskiego, prezydent Peru (zm. 2024)
  - Chuan Leekpai, tajski prawnik, polityk, premier Tajlandii
  - Wojciech Walkiewicz, polski trener i działacz kolarski (zm. 2023)
- 29 lipca:
  - Peter Jennings, prezenter amerykańskiej telewizji ABC i gospodarz programu informacyjnego ABC World News Tonight (zm. 2005)
  - Barbara Polańska, polska polityk, poseł na Sejm PRL
  - Klaus Töpfer, niemiecki polityk (zm. 2024)
- 30 lipca:
  - Wiaczesław Iwanow, rosyjski wioślarz (zm. 2024)
  - Juan Francisco Sarasti Jaramillo, kolumbijski duchowny katolicki, arcybiskup Cali (zm. 2021)
  - Feliks Rajczak, polski satyryk, poeta, działacz kulturalny (zm. 1987)
- 2 sierpnia:
  - Krzysztof Bielecki, polski lekarz
  - Friedhelm Konietzka, niemiecki piłkarz (zm. 2012)
  - Joanna Kośmider – polska profesor nauk chemicznych (zm. 2023)
  - Ryszard Kubiak, polski aktor, reżyser teatralny, animator kultury (zm. 2020)
  - Yvonne Rüegg, szwajcarska narciarka alpejska
- 3 sierpnia:
  - Wasilis Daniil, grecki trener piłkarski
  - Włodzimierz Mokrzyszczak, polski inżynier, polityk, dyplomata
- 4 sierpnia:
  - Bernard Charrier, francuski duchowny katolicki, biskup Tulle
  - Donald L. Coburn, amerykański dramaturg
  - John Gainsford, południowoafrykański rugbysta, trener i działacz (zm. 2015)
  - Andrzej Jakubik, polski psycholog, psychiatra, wykładowca akademicki (zm. 2021)
  - Hayes Jones, amerykański lekkoatleta, płotkarz
  - Gianni Lonzi, włoski piłkarz wodny
  - Simon Preston, brytyjski dyrygent, klawesynista (zm. 2022)
- 5 sierpnia:
  - Mieczysław Adamczyk, polski historyk
  - Gianfranco Gaspari, włoski bobsleista
  - Andrzej Makowiecki, polski pisarz (zm. 2024)
  - Maria Wachowiak, polska aktorka (zm. 2019)
- 6 sierpnia:
  - Bob Hamman, amerykański brydżysta
  - Malcolm McCusker, australijski prawnik i działacz społeczny
- 7 sierpnia:
  - Giorgetto Giugiaro, włoski projektant przemysłowy
  - Jan Kieniewicz, polski historyk, profesor nauk humanistycznych, dyplomata (zm. 2024)
  - Marius Klumperbeek, holenderski wioślarz
  - Wang Chien-shien, tajwański polityk
- 8 sierpnia – Connie Stevens, amerykańska aktorka
- 9 sierpnia:
  - Łeonid Kuczma, ukraiński polityk, prezydent Ukrainy
  - Rod Laver, australijski tenisista
  - Ołeksandr Omelczenko, ukraiński polityk, mer Kijowa (zm. 2021)
  - Otto Rehhagel, niemiecki piłkarz, trener
  - Robert Zollitsch, niemiecki duchowny katolicki, arcybiskup Fryburga
- 10 sierpnia:
  - Lidia Brydak, polska naukowiec, mikrobiolog i wirusolog
  - Krzysztof Gierałtowski, polski fotograf
  - Iwona Ronczewska, polska lekkoatletka, skoczni wzwyż
  - Valter Župan, chorwacki duchowny katolicki, biskup Krku
- 11 sierpnia:
  - Najat Al Saghira, egipska piosenkarka, aktorka
  - Branko Stanovnik, słoweński chemik, wykładowca akademicki
- 12 sierpnia:
  - Emiliano Fabbricatore, włoski duchowny italo-albański (zm. 2019)
  - Helene Thurner, austriacka saneczkarka
- 13 sierpnia:
  - Piotr Marczewski, polski kompozytor, pianista, dyrygent (zm. 2022)
  - Stilianos Panagopulos, grecki bankowiec, polityk
- 14 sierpnia:
  - Wiktor Aristow, ukraiński piłkarz, trener (zm. 2023)
  - James Fargo, amerykański reżyser filmowy i telewizyjny
  - Bennie Muller, holenderski piłkarz pochodzenia żydowskiego (zm. 2024)
  - Beata Tyszkiewicz, polska aktorka
- 15 sierpnia:
  - Stephen Breyer, amerykański prawnik, sędzia Sądu Najwyższego
  - Ottavio Cinquanta, włoski działacz sportowy (zm. 2022)
  - Günther Steffen Henrich, niemiecki historyk, bizantynolog, neogrecysta, filolog (zm. 2024)
  - Zdzisław Tuszyński, polski związkowiec, polityk, poseł na Sejm RP
  - Maxine Waters, amerykańska polityk, kongreswoman ze stanu Wirginia
  - Janusz A. Zajdel, polski pisarz science fiction (zm. 1985)
- 16 sierpnia:
  - András Balczó, węgierski pięcioboista
  - Andrzej Szwan, polski artysta estradowy i fotomodel
- 17 sierpnia – Teodoros Pangalos, grecki polityk (zm. 2023)
- 18 sierpnia:
  - Dieter Engelhardt, niemiecki piłkarz (zm. 2018)
  - Marek Rapacki, polski dziennikarz (zm. 2022)
- 19 sierpnia:
  - Andrzej Bławdzin, polski kolarz (zm. 2023)
  - Alicja Krawczykówna, polska aktorka
  - Diana Muldaur, amerykańska aktorka
  - Ove Olsson, szwedzki piłkarz
- 20 sierpnia:
  - Jean-Loup Chrétien, francuski generał brygady pilot, astronauta
  - Kaneaster Hodges Jr., amerykański pastor, polityk, senator ze stanu Arkansas (zm. 2022)
  - Pranas Kūris, litewski prawnik, polityk, dyplomata
- 21 sierpnia:
  - Nicolás Ardito Barletta Vallarino, panamski ekonomista, polityk, prezydent Panamy
  - Steve Cowper, amerykański polityk
  - Kenny Rogers, amerykański piosenkarz muzyki country, kompozytor i autor tekstów piosenek (zm. 2020)
  - Wolfgang Wiltschko, niemiecki zoolog
- 23 sierpnia – Roger Greenaway, brytyjski piosenkarz, autor tekstów, producent muzyczny
- 24 sierpnia:
  - Halldór Blöndal, islandzki polityk i nauczyciel
  - Antoni Dydycz, polski duchowny katolicki
- 25 sierpnia:
  - David Canary, amerykański aktor (zm. 2015)
  - Frederick Forsyth, angielski powieściopisarz (zm. 2025)
- 26 sierpnia:
  - Jet Black, brytyjski perkusista The Stranglers (zm. 2022)
  - Marcello Gandini, włoski projektant motoryzacyjny (zm. 2024)
- 27 sierpnia
  - John Deutch, amerykański urzędnik administracji
  - Stojan Kitow, bułgarski piłkarz
- 28 sierpnia:
  - Slobodan Čendić, serbski piłkarz, bramkarz, trener (zm. 2023)
  - Józef Kowalczyk, polski duchowny katolicki, nuncjusz apostolski w Polsce, arcybiskup metropolita gnieźnieński i prymas Polski
  - Paul Martin, kanadyjski polityk, premier Kanady
- 29 sierpnia:
  - Gerry Byrne, angielski piłkarz (zm. 2015)
  - Elliott Gould, amerykański aktor
  - Hermann Nitsch, austriacki performer, malarz (zm. 2022)
  - Robert Rubin, amerykański ekonomista i polityk
  - Jerzy Terpiłowski, polski pisarz
- 30 sierpnia:
  - Andrzej Biskupski, polski poeta, eseista, krytyk literacki
  - Abel Laudonio, argentyński bokser (zm. 2014)
  - George Stevenson, brytyjski polityk
  - Dorota Terakowska, polska pisarka, dziennikarka (zm. 2004)
- 31 sierpnia:
  - Galina Gorochowa, rosyjska florecistka
  - Wieland Kuijken, belgijski wiolonczelista
- 1 września – Zbigniew Szymański, polski naukowiec, lekarz, poseł na Sejm RP (zm. 2005)
- 2 września:
  - Giuliano Gemma, włoski aktor (zm. 2013)
  - Josef Ripfel, szwedzki kolarz szosowy i torowy pochodzenia niemieckiego
- 3 września:
  - Ryōji Noyori, japoński chemik, laureat Nagrody Nobla
  - Kazimierz Towpik, polski profesor nauk technicznych
- 4 września – Thomas Simons, amerykański polityk, dyplomata
- 5 września:
  - Zygmunt Hortmanowicz, polski lekarz
  - Piotr Lachert, polski kompozytor (zm. 2018)
- 7 września – Mariano Moreno García, hiszpański duchowny katolicki, biskup prałat Cafayate (zm. 2023)
- 8 września:
  - Ryszard Czubaczyński, polski autor tekstów piosenek, scenarzysta i dziennikarz
  - Piotr Janczerski, polski piosenkarz, gitarzysta, autor tekstów piosenek, aktor i reżyser (zm. 2018)
  - Reinbert de Leeuw, holenderski kompozytor (zm. 2020)
  - Louis Mahoney, brytyjski aktor (zm. 2020)
  - Sam Nunn, amerykański polityk, senator ze stanu Georgia
- 9 września – Andrzej Smirnow, polski polityk
- 10 września:
  - Robert Morneau, amerykański duchowny katolicki
  - Sodnomcerengijn Nacagdordż, mongolski biegacz narciarski, olimpijczyk
  - James Trefil, amerykański fizyk
- 13 września:
  - Janusz Głowacki, polski prozaik, dramaturg i felietonista (zm. 2017)
  - John Smith, brytyjski polityk, lider Partii Pracy, minister w rządzie Jamesa Callaghana (zm. 1994)
- 14 września – Marcin Stajewski, polski artysta plastyk i scenograf
- 15 września:
  - Fumio Demura, japoński karateka (zm. 2023)
  - Marcelo Angiolo Melani, włoski biskup katolicki posługujący w Argentynie (zm. 2021)
  - Makoto Taki, japoński polityk
- 16 września – Wiktar Daszuk, białoruski reżyser
- 17 września:
  - Dilip Chitre, indyjski poeta (zm. 2009)
  - Bernd von Droste zu Hülshoff, niemiecki naukowiec
- 18 września – Robert Brom, amerykański duchowny katolicki, biskup Duluth i San Diego (zm. 2022)
- 19 września – Zygmunt Krauze, polski kompozytor i pianista
- 21 września:
  - Nicolás Cotugno, włoski duchowny katolicki, arcybiskup Montevideo
  - Macram Max Gassis, sudański biskup katolicki (zm. 2023)
  - Doug Moe, amerykański koszykarz, trener
- 22 września:
  - Augustin Buzura, rumuński pisarz i dziennikarz (zm. 2017)
  - Aleksander Gudzowaty, polski biznesmen i finansista (zm. 2013)
  - Bożena Walter, polska dziennikarka i prezenterka telewizyjna
- 23 września:
  - Vilém Holáň, czeski polityk (zm. 2021)
  - Michael Page, amerykański jeździec sportowy
  - Romy Schneider, austriacka aktorka (zm. 1982)
- 24 września – Jan Jeruzal, polski aktor
- 25 września:
  - Lidia Fiedosiejewa-Szukszyna, rosyjska aktorka
  - Mieczysłau Hryb, białoruski milicjant i polityk
  - Ron Hill, brytyjski lekkoatleta, maratończyk (zm. 2021)
  - Neville Lederle, południowoafrykański kierowca wyścigowy (zm. 2019)
  - Giuseppe Merisi, włoski duchowny katolicki, biskup biskup Lodi
  - Andrzej Nawrot, polski projektant wzornictwa
- 26 września – Jonathan Goldsmith, amerykański aktor
- 27 września:
  - Günter Brus, austriacki malarz, performer, grafik, poeta (zm. 2024)
  - Wacław Waldemar Michalski, polski poeta, krytyk literacki i eseista
  - Alberto Orlando, włoski piłkarz
- 28 września:
  - Rosario Ferré, portorykańska pisarka, poetka i eseistka (zm. 2016)
  - Ben E. King, amerykański piosenkarz, kompozytor (zm. 2015)
- 29 września:
  - Wim Kok, holenderski polityk, premier Holandii (zm. 2018)
- 30 września:
  - Germán Aceros, kolumbijski piłkarz (zm. 2018)
  - Walther Aufhammer, niemiecki profesor nauk rolniczych
  - Jan Magiera, polski kolarz (zm. 2022)
- 1 października:
  - Andrzej Paczkowski, polski historyk
  - Gerhard Schwenzer, niemiecki duchowny katolicki
  - Stella Stevens, amerykańska aktorka (zm. 2023)
- 2 października:
  - Kazimierz Jaremczak, polski judoka, trener (zm. 2025)
  - Pierre Rodocanachi, francuski florecista
  - Zbigniew Rusek, polski siatkarz, trener (zm. 2018)
- 3 października:
  - Eddie Cochran, amerykański piosenkarz, gitarzysta (zm. 1960)
  - Tereza Kesovija, chorwacka piosenkarka
  - Pedro Pablo Kuczynski, peruwiański polityk, premier i prezydent Peru
  - Alessandro Mazzinghi, włoski bokser (zm. 2020)
- 4 października:
  - Willi Schulz, niemiecki piłkarz
  - Kurt Wüthrich, chemik szwajcarski, laureat Nagrody Nobla
- 5 października – Milan Čop, chorwacki piłkarz
- 6 października:
  - Alberts Bels, łotewski poeta (zm. 2024)
  - Gabriella Pallotta, włoska aktorka
- 7 października:
  - Zdzisław Kassyk, polski koszykarz, trener, działacz
  - Carlos Contreras, piłkarz chilijski (zm. 2020)
  - Ann Haydon-Jones, brytyjska tenisistka
  - Marin Karmitz, francuski producent i dystrybutor filmowy
- 8 października:
  - Edward Hyra, polski generał brygady pilot (zm. 2009)
  - Jerzy Janczukowicz, polski płetwonurek, podróżnik, odkrywca (zm. 2020)
  - Bronislovas Lubys, litewski polityk, premier Litwy (zm. 2011)
  - Fernando Lyra, brazylijski polityk (zm. 2013)
  - John Ørsted Hansen, duński wioślarz
  - Penny Pitou, amerykańska narciarka alpejska
  - Fred Stolle, australijski tenisista (zm. 2025)
- 9 października:
  - Humberto Donoso, piłkarz chilijski (zm. 2000)
  - Heinz Fischer, polityk austriacki, prezydent Austrii
  - Gyula Rákosi, węgierski piłkarz
- 10 października:
  - Krystyna Bigelmajer, polska aktorka (zm. 1997)
  - Oleg Gordijewski, rosyjski pułkownik KGB, agent wywiadu brytyjskiego (zm. 2025)
  - Colin Pratt, angielski żużlowiec (zm. 2021)
  - Zbigniew Warpechowski, polski malarz
- 11 października – Andrzej Kałas, polski koszykarz
- 12 października:
  - Nida Fazli, indyjski poeta (zm. 2016)
  - Ireneusz Skubiś, polski duchowny katolicki, duszpasterz akademicki (zm. 2023)
- 13 października – Christiane Hörbiger, austriacko-szwajcarska aktorka (zm. 2022)
- 14 października:
  - Władisław Krapiwin, rosyjski pisarz i krytyk fantastyki (zm. 2020)
  - Farah Pahlawi, szachbanu Iranu
  - Pierre Schori, szwedzki polityk, dyplomata pochodzenia szwajcarskiego
- 15 października:
  - Fela Kuti, nigeryjski muzyk i działacz na rzecz praw człowieka (zm. 1997)
  - Jadwiga Skupnik, polska aktorka
  - Teresa Tubek, polska lekkoatletka, oszczepniczka
- 16 października:
  - Marian Fikus, polski architekt
  - Jewgienij Pietrow, rosyjski strzelec sportowy
- 17 października:
  - Lorraine Crapp, australijska pływaczka
  - Evel Knievel, amerykański motocyklista, kaskader (zm. 2007)
  - Zygmunt Saloni, polski językoznawca
- 18 października:
  - Tadeusz Kwinta, polski aktor
  - Walter Edyvean, amerykański duchowny katolicki (zm. 2019)
  - Guy Roux, francuski piłkarz, trener
  - Dawn Wells, amerykańska aktorka (zm. 2020)
- 20 października – Iain MacMillan, brytyjski fotograf (zm. 2006)
- 21 października:
  - James Gunn, astrofizyk amerykański
  - Zdzisław Jan Ryn, polski psychiatra i dyplomata (zm. 2022)
- 22 października:
  - Rudolf Furmanow, rosyjski aktor i producent teatralny (zm. 2021)
  - Derek Jacobi, brytyjski aktor
  - Christopher Lloyd, amerykański aktor
  - Janusz Rolicki, polski dziennikarz
- 23 października:
  - Klaus Bittner, niemiecki wioślarz
  - Eugenio Fascetti, włoski piłkarz, trener
  - Zdeňka Hledíková, czeska historyk, archiwistka (zm. 2018)
- 24 października:
  - Wieniedikt Jerofiejew, rosyjski pisarz i dramaturg (zm. 1990)
  - Jan Michalik, polski historyk teatru
  - Urszula Wachowska, polska nauczycielka, polityk, poseł na Sejm RP (zm. 2007)
- 25 października:
  - Reginald Cawcutt, południowoafrykański duchowny katolicki, biskup pomocniczy Kapsztadu (zm. 2022)
  - Bob Webster, amerykański skoczek do wody
  - Eduard Worobjow, rosyjski generał pułkownik
- 26 października:
  - Bernadette Lafont, francuska aktorka (zm. 2013)
  - Alicja Klemińska, polska pływaczka (zm. 2017)
  - Tom Meschery, amerykański koszykarz pochodzenia rosyjskiego
  - Peter van Nieuwenhuizen, duński fizyk
- 27 października – Edda Moser, niemiecka śpiewaczka
- 28 października:
  - Aharon Abuchacira, izraelski polityk (zm. 2021)
  - Dorota Dancewicz, polska polityk, nauczycielka, posłanka na Sejm II kadencji (zm. 2016)
  - Anne Perry, angielska pisarka historycznych kryminałów (zm. 2023)
- 29 października:
  - Ralph Bakshi, amerykański reżyser, scenarzysta filmów animowanych, producent
  - Wilbert McClure, amerykański bokser (zm. 2020)
  - Ellen Johnson-Sirleaf, działaczka polityczna Liberii, ekonomistka, prezydent Liberii
  - Bolesław Szudejko, polski lekarz, samorządowiec, senator RP
- 30 października:
  - Ałła Bagijanc, radziecka kolarka
  - Paweł Kowalczyk, polski nauczyciel i polityk, poseł na Sejm I kadencji
- 31 października:
  - Howard Hubbard, amerykański duchowny katolicki (zm. 2023)
  - Egil Ly, norweski żeglarz, olimpijczyk
  - Bohdan Łazuka, polski aktor i piosenkarz
  - Włodzimierz Pasternak, polski działacz partyjny i państwowy, wojewoda kielecki (zm. 2012)
- 1 listopada:
  - Klaus Lukas, austriacki polityk
  - Josef Riegler, austriacki polityk
- 2 listopada:
  - Jairo Arias, kolumbijski piłkarz (zm. 2023)
  - Patrick Buchanan, amerykański konserwatywny polityk i publicysta
  - Jadwiga Doering, polska kajakarka (zm. 2018)
  - Wojciech Król, polski operator filmowy i telewizyjny (zm. 2025)
  - Dorothy Lidstone, kanadyjska łuczniczka
  - Zofia Glücksburg, królowa hiszpańska, żona Jana Karola I Burbona
  - Richard Serra, amerykański rzeźbiarz (zm. 2024)
- 3 listopada – Pupi Avati, włoski reżyser, scenarzysta i producent filmowy
- 4 listopada:
  - Stefan Karol Kozłowski, polski archeolog (zm. 2022)
  - Anna Matczak, polska psycholog, profesor nauk humanistycznych
  - Salvatore Morale, włoski lekkoatleta
  - Joe Pytka, amerykański reżyser
- 5 listopada:
  - Barbara Eustachiewicz, polska gimnastyczka sportowa
  - César Luis Menotti, argentyński piłkarz (zm. 2024)
  - Radivoj Korać, serbski koszykarz (zm. 1969)
- 6 listopada – Marino Vigna, włoski kolarz
- 7 listopada:
  - Joe Dassin, amerykański francuskojęzyczny piosenkarz i kompozytor (zm. 1980)
  - Anna Grabińska-Łoniewska, polska profesor mikrobiologii, biotechnolog (zm. 2021)
  - Jim Kaat, amerykański baseballista
  - Sigitas Tamkevičius, litewski duchowny katolicki, kardynał
- 8 listopada:
  - Beniamin (Puszkar), rosyjski duchowny prawosławny
  - Satch Sanders, amerykański koszykarz
- 9 listopada:
  - Yvon Chouinard, amerykański przedsiębiorca, wspinacz, pisarz pochodzenia kanadyjskiego
  - Philippe Gueneley, francuski duchowny katolicki
  - Dale Melczek, amerykański duchowny katolicki (zm. 2022)
- 10 listopada – Hermine Müller, wybitna alpinistka niemiecka (zm. 1978)
- 12 listopada – Benjamin Mkapa, tanzański polityk (zm. 2020)
- 13 listopada:
  - Christoph Kleßmann, niemiecki historyk
  - Roma Ligocka, polska malarka i pisarka
  - Jean Seberg, amerykańska aktorka i reżyserka filmowa (zm. 1979)
  - Rolando Serrano, kolumbijski piłkarz (zm. 2022)
- 14 listopada:
  - Stanisław Biżek, polski rzeźbiarz
  - Henryk Bolczyk, kapłan archidiecezji katowickiej
- 15 listopada:
  - Stefan Jurczak, polski polityk (zm. 2012)
  - Haruhiro Yamashita, japoński gimnastyk
- 16 listopada:
  - Edmund Bołociuch, polski generał
  - Robert Nozick, amerykański filozof (zm. 2002)
- 17 listopada – Andrzej Busza, polski poeta
- 18 listopada:
  - Eugenio Montejo, wenezuelski poeta (zm. 2008)
  - Norbert Ratsirahonana, madagaskarski polityk, premier i prezydent Madagaskaru
  - Karl Schranz, austriacki narciarz alpejski
- 19 listopada – Ted Turner, amerykański przedsiębiorca
- 20 listopada – Anna Kowalczyk, polska polityk, poseł na Sejm PRL
- 21 listopada – Marcin Przybyłowicz, polski inżynier, działacz opozycji antykomunistycznej, polityk, poseł na Sejm RP (zm. 2001)
- 23 listopada:
  - Herbert Achternbusch, niemiecki pisarz (zm. 2022)
  - Doug Morris, amerykański prezes i dyrektor generalny wytwórni płytowej Sony Music Entertainment
  - Józef Zawitkowski, polski duchowny katolicki, poeta i kompozytor (zm. 2020)
- 24 listopada:
  - Willy Claes, belgijski polityk
  - Natalia Kraczkowska, rosyjska aktorka (zm. 2016)
  - Oscar Robertson, koszykarz amerykański
  - Francisco Rodríguez, panamski inżynier, polityk, tymczasowy prezydent Panamy
  - Hando Runnel, estoński prozaik, poeta
- 25 listopada:
  - Daniel Katz, fiński pisarz pochodzenia żydowskiego
  - Stefan Pacek, polski felietonista, autor aforyzmów
  - Severino Reija, hiszpański piłkarz
- 26 listopada:
  - Roberto Blanco, argentyński piłkarz (zm. 2011)
  - Roberto Bonnano, argentyński piłkarz (zm. 2012)
  - Porter Goss, amerykański polityk, długoletni pracownik wywiadu
- 27 listopada:
  - Ljubomir Maksimovič, serbski historyk, mediewista, bizantynolog
  - Zdzisław Skupień, polski matematyk (zm. 2025)
  - Ragnar Tveiten, norweski biathlonista
- 28 listopada – Mieczysław Detyniecki, polski artysta malarz
- 29 listopada – Zlatko Šimenc, chorwacki piłkarz wodny
- 30 listopada – Mikko Pesälä, fiński polityk
- 1 grudnia – Richard Dürr, szwajcarski piłkarz (zm. 2014)
- 2 grudnia:
  - Luis Artime, argentyński piłkarz
  - Jan Hesse, polski operator filmowy (zm. 2022)
  - Władimir Orłow, rosyjski łyżwiarz szybki
  - Stanisław Węgłowski, polski polityk, poseł na Sejm I kadencji (zm. 1997)
- 3 grudnia:
  - Jerzy Górzański, polski poeta, prozaik, felietonista (zm. 2016)
  - Marian Kallas, polski prawnik (zm. 2020)
  - José Serebrier, urugwajski kompozytor i dyrygent
  - Werner Thissen, niemiecki duchowny katolicki (zm. 2025)
- 4 grudnia – Kazimierz Myrlak, polski śpiewak operowy
- 5 grudnia:
  - J.J. Cale, amerykański wokalista, gitarzysta, kompozytor, autor tekstów, producent muzyczny (zm. 2013)
  - Czesław Sadłowski, polski ksiądz katolicki
  - Heidi Schmid, niemiecka florecistka
  - Jacek Waltoś, polski malarz
- 6 grudnia
  - Janusz Bolonek, polski duchowny katolicki, arcybiskup, nuncjusz apostolski (zm. 2016)
  - Nicky Cruz, przywódca gangu, później amerykański duchowny zielonoświątkowy
  - Edward Horoszkiewicz, polski ginekolog, polityk, poseł na Sejm PRL (zm. 2018)
  - Murphy Pakiam, malezyjski duchowny katolicki, arcybiskup Kuala Lumpur
- 7 grudnia – Andrzej Czuma, polski polityk, działacz opozycji antykomunistycznej i minister sprawiedliwości
- 8 grudnia – John Kufuor, ghański polityk
- 9 grudnia:
  - Ben Erdreich, amerykański polityk
  - Henryk Żaliński, polski historyk
- 10 grudnia:
  - Faruk asz-Szara, syryjski dyplomata, polityk
  - Stefan Połom, polski poeta, prozaik (zm. 2021)
  - Jurij Tiemirkanow, rosyjski dyrygent (zm. 2023)
- 11 grudnia:
  - Heshmat Mohajerani, irański piłkarz, trener
  - McCoy Tyner, amerykański pianista jazzowy (zm. 2020)
  - Enrico Macias‚ francuski piosenkarz
- 12 grudnia:
  - Emel Emin, rumuńska poetka
  - Willy Steveniers, belgijski koszykarz
- 13 grudnia – Heino, niemiecki piosenkarz, wykonawca pieśni ludowych
- 14 grudnia:
  - Leonardo Boff, brazylijski teolog, filozof i pisarz
  - Henrijeta Konarkowska-Sokolov, polsko-serbska szachistka
  - Janette Scott, brytyjska aktorka
  - Swietłana Tołstojowa, rosyjska filolog, slawistka, etnolog
- 15 grudnia:
  - Mariano Artigas, hiszpański teolog katolicki i filozof (zm. 2006)
  - Klaus Hänsch, niemiecki polityk
  - Wirginia Szmyt, polska działaczka społeczna
  - Juan Carlos Wasmosy Monti, paragwajski polityk
- 16 grudnia:
  - Zbigniew Religa, polski kardiochirurg i polityk (zm. 2009)
  - Liv Ullmann, norweska aktorka i reżyserka
- 17 grudnia:
  - Leo Cárdenas, kubański baseballista
  - Carlo Little, brytyjski perkusista (zm. 2005)
  - Peter Snell, nowozelandzki lekkoatleta (zm. 2019)
- 18 grudnia – Roger E. Mosley, amerykański aktor (zm. 2022)
- 19 grudnia:
  - Terence Brain, brytyjski duchowny katolicki
  - Eric Hänni, szwajcarski judoka (zm. 2024)
  - Josu Iriondo, hiszpański duchowny katolicki, biskup pomocniczy Nowego Jorku
  - Karel Svoboda, czeski kompozytor, autor muzyki filmowej (zm. 2007)
- 20 grudnia – Maren Collin, niemiecka lekkoatletka
- 21 grudnia:
  - Larry Bryggman, amerykański aktor
  - Czesław Parzych, polski regionalista, poeta
- 22 grudnia:
  - Maciej Bieniasz, polski malarz
  - Lucien Bouchard, polityk kanadyjski
- 23 grudnia:
  - Andrzej Januszko, polski kompozytor, pianista i aranżer
  - Bob Kahn, Amerykanin, współtwórca, wraz z Vintonem G. Cerfem, protokołu TCP/IP
  - Willy Trepp, szwajcarski kolarz
- 24 grudnia:
  - Noel Freeman, australijski lekkoatleta, chodziarz
  - Adam Kulawik, polski teoretyk literatury
  - Juan Carlos Lallana, argentyński piłkarz (zm. 2022)
- 25 grudnia:
  - Bengt af Klintberg, szwedzki etnolog, folklorysta, pisarz
  - Alicja Kuberska, polska elektronik, poseł na Sejm PRL V kadencji
  - John E. Peterson, amerykański polityk
- 26 grudnia:
  - Szczepan Waczyński, polski koszykarz, trener, sędzia (zm. 2003)
  - Janusz Kubasiewicz, polski polityk
  - Adriana Maliponte, włoska śpiewaczka operowa
- 27 grudnia:
  - Jan Chłosta, polski publicysta, krytyk literacki
  - Walentina Prudskowa, rosyjska florecistka, medalistka olimpijska (zm. 2020)
  - Rolf Wolfshohl, niemiecki kolarz szosowy, torowy i przełajowy (zm. 2024)
- 28 grudnia:
  - Alexander Horváth, słowacki piłkarz, trener (zm. 2022)
  - Pachín, hiszpański piłkarz, trener (zm. 2021)
- 29 grudnia:
  - Maria Manuela Portugal Eanes, portugalska pierwsza dama
  - Feridun Erol, polski operator i reżyser filmowy pochodzenia tureckiego (zm. 2024)
  - Helmut Kelleners, niemiecki kierowca wyścigowy
  - Gianluigi Saccaro, włoski szpadzista (zm. 2021)
  - Jon Voight, amerykański aktor, reżyser, scenarzysta i producent filmowy pochodzenia słowacko-niemieckiego
- 30 grudnia – Ārons Bogoļubovs, łotewski judoka, trener pochodzenia żydowskiego
- 31 grudnia – Michael Rubbo, australijski reżyser i scenarzysta

Data dzienna nieznana:
- Allan Ahlberg, brytyjski pisarz tworzący literaturę dla dzieci
- Anar, azerski pisarz, reżyser i scenarzysta
- Dan Bahat, izraelski archeolog
- Peter M. Bentler, amerykański psycholog i statystyk
- Bogusław Borys, polski lekarz
- Alan Bradley, kanadyjski pisarz
- Henryk Gała, polski poeta i dramatopisarz (zm. 2020)
- Władimir Gubariew, radziecki pisarz s-f (zm. 2022)

## Zmarli
- 2 stycznia – Wasyl Bobynski, ukraiński poeta, dziennikarz, tłumacz literatury francuskiej (ur. 1898)
- 17 stycznia – William Henry Pickering, amerykański astronom (ur. 1858)
- 19 stycznia:
  - Bohuslav Križka, słowacki inżynier górniczy, pionier techniki, wynalazca (ur. 1863)
  - Branislav Nušić, serbski pisarz i felietonista (ur. 1864)
- 20 stycznia – Émile Courtet, francuski rysownik (ur. 1857)
- 21 stycznia – Georges Méliès, francuski reżyser i producent filmowy (ur. 1861)
- 22 stycznia – Gabriel Czechowicz, polski polityk, prawnik i ekonomista (ur. 1876)
- 23 stycznia – Wacłau Łastouski, białoruski publicysta, literaturoznawca, premier rządu Białoruskiej Republiki Ludowej (ur. 1883)
- 26 stycznia – Gertrude Bonnin, indiańska pisarka, poetka, kompozytorka (ur. 1876)
- 28 stycznia – Bernd Rosemeyer, niemiecki kierowca wyścigowy i motocyklowy (ur. 1909)
- 31 stycznia – Jan Henryk XV, ostatni książę na Pszczynie (Fürst von Pless) (ur. 1861)
- 4 lutego – Karol Hubert Rostworowski, polski dramaturg i poeta, muzyk (ur. 1877)
- 6 lutego – Marianne von Werefkin (ros. Марианна Владимировна Верёвкина), rosyjska malarka (ur. 1860)
- 7 lutego – Francis Gladheim Pease, amerykański astronom (ur. 1881)
- 10 lutego:
  - Maksim Harecki, białoruski pisarz, krytyk i historyk literatury (ur. 1893)
  - Aleksander Majkowski, kaszubski lekarz, działacz i pisarz (ur. 1876)
- 11 lutego
  - Cezary Szyszko, polski prawnik, działacz społeczny (ur. 1872)
  - Kazimierz Twardowski, filozof, twórca lwowsko-warszawskiej szkoły filozofii (ur. 1866)
- 13 lutego:
  - Kazimierz Gomulicki, major piechoty Wojska Polskiego, działacz niepodległościowy (ur. 1896)
  - Momčilo Nastasijević, serbski poeta (ur. 1894)
- 16 lutego:
  - Maria Bentkowska, uczestniczka powstania styczniowego (ur. 1847)
  - Otto zur Linde, niemiecki pisarz i poeta (ur. 1873)
- 19 lutego
  - Leopoldo Lugones, argentyński poeta i krytyk literacki (ur. 1874)
  - Katharine Pyle, amerykańska pisarka, poetka i ilustratorka (ur. 1863)
- 21 lutego – George Ellery Hale, amerykański astronom (ur. 1868)
- 1 marca
  - Gabriele D’Annunzio, włoski pisarz i ideolog (ur. 1863)
  - Władysław Grabski, ekonomista, polityk i historyk (ur. 1874)
- 3 marca – Szolem Szwarcbard (jid. שלום־שמואל שוואַרצבאַרד), żydowski anarchista, zabójca Symona Petlury (ur. 1886)
- 13 marca – Clarence Darrow, amerykański prawnik, agnostyk (ur. 1857)
- 15 marca – Nikołaj Bucharin (ros. Николай Иванович Бухарин), działacz partii bolszewickiej (ur. 1888)
- 19 marca – Hugh Ker, szkocki rugbysta (ur. 1865)
- 31 marca – Willem Kloos, holenderski poeta i krytyk literacki (ur. 1859)
- 8 kwietnia – Joe King Oliver, amerykański muzyk jazzowy (ur. 1885)
- 12 kwietnia – Fiodor Szalapin (ros. Шаляпин, Фёдор Иванович), rosyjski śpiewak (ur. 1873)
- 15 kwietnia – César Vallejo, peruwiański poeta, prozaik i eseista (ur. 1892)
- 16 kwietnia – Steve Bloomer, angielski piłkarz (ur. 1874)
- 21 kwietnia
  - Muhammad Iqbal (urdu ‏محمد اقبال‎), indyjski teolog muzułmański, mistyk, filozof, działacz polityczny, poeta i prawnik (ur. 1877)
  - Henryk Kliem, polski inżynier, ewangelicki działacz kościelny (ur. 1878)
- 23 kwietnia – Stefan Drzewiecki, polski inżynier, wynalazca, pionier żeglugi podwodnej i lotnictwa (ur. 1844)
- 24 kwietnia – Karol Adam Romer, polski hrabia, urzędnik i dyplomata (ur. 1885)
- 25 kwietnia – Aleksander Świętochowski, publicysta, pisarz i historyk (ur. 1849)
- 26 kwietnia – Rafał Arnáiz Barón, hiszpański trapista, święty katolicki (ur. 1911)
- 27 kwietnia – Edmund Husserl, matematyk i filozof, główny twórca fenomenologii (ur. 1859)
- 4 maja – Carl von Ossietzky, niemiecki publicysta, laureat Nagrody Nobla (ur. 1889)
- 7 maja – Octavian Goga, rumuński poeta i dramaturg, dziennikarz, nacjonalistyczny polityk, premier Rumunii w l. 1937–1938 (ur. 1881)
- 8 maja – Aleksander Ringman, działacz niepodległościowy, inżynier, radca ministerialny, ekonomista (ur. 1883)
- 10 maja – Henryk Rebuschini, włoski kamilianin, błogosławiony katolicki (ur. 1860)
- 13 maja – Charles Édouard Guillaume, fizyk, laureat Nagrody Nobla w 1920 (ur. 1861)
- 16 maja – Imre Barcza, węgierski taternik (ur. 1881)
- 21 maja – Einar Hjörleifsson Kvaran, islandzki pisarz, nowelista, poeta, dramaturg i publicysta (ur. 1859)
- 30 maja – Frank Bayliss, brytyjski rugbysta, medalista olimpijski (ur. 1876)
- 1 czerwca – Ödön von Horváth, austriacki dramatopisarz i prozaik (ur. 1901)
- 2 czerwca – Charles Sample, angielski rugbysta (ur. 1862)
- 6 czerwca – Rafał Guízar Valencia, meksykański biskup katolicki, święty (ur. 1878)
- 9 czerwca – Ovidiu Densusianu, rumuński poeta i uczony (ur. 1873)
- 14 czerwca – William Wallace Campbell, amerykański astronom (ur. 1862)
- 18 czerwca – Stanisław Car, polski prawnik, minister sprawiedliwości, marszałek Sejmu RP (ur. 1882)
- 21 czerwca – Edmund Osterloff, pionier i współtwórca polskiej fotografii artystycznej (ur. 1863)
- 26 czerwca – James Weldon Johnson, amerykański pisarz i poeta (ur. 1871)
- 5 lipca – Otto Bauer, austriacki filozof, polityk, ekonomista i socjolog żydowskiego pochodzenia (ur. 1881)
- 20 lipca – Hans Christiansen, norweski żeglarz, olimpijczyk (ur. 1867)
- 21 lipca – Owen Wister, amerykański pisarz (ur. 1860)
- 28 lipca – Władimir Kirszon, rosyjski i radziecki pisarz i dramaturg (ur. 1902)
- 4 sierpnia – Rudolf G. Binding, niemiecki pisarz i poeta (ur. 1867)
- 7 sierpnia – Konstantin Stanisławski (ros. Константин Сергеевич Станислaвский), rosyjski reżyser, aktor i teoretyk teatru (ur. 1863)
- 9 sierpnia – Marian Jachimowski, major piechoty Wojska Polskiego, działacz niepodległościowy (ur. 1900)
- 15 sierpnia – Nicola Romeo, włoski pionier motoryzacji, twórca przedsiębiorstwa Alfa Romeo (ur. 1876)
- 16 sierpnia – Robert Johnson, amerykański muzyk (ur. 1911)
- 22 sierpnia – Jan Kruczek, kapitan piechoty Wojska Polskiego (ur. 1896)
- 25 sierpnia:
  - George Gaidzik, pływak, dwukrotny uczestnik Igrzysk Olimpijskich (ur. 1885)
  - Aleksandr Kuprin, rosyjski pisarz (ur. 1870)
- 26 sierpnia:
  - Teodor Axentowicz, malarz; przedstawiciel kierunku Młodej Polski (ur. 1859)
  - Migjeni, albański poeta (ur. 1911)
- 29 sierpnia:
  - Joseph Bédier, francuski mediewista, wydawca m.in. Dziejów Tristana i Izoldy oraz Pieśni o Rolandzie, członek Académie des sciences (ur. 1864)
  - Frigyes Karinthy, węgierski pisarz, poeta i tłumacz (ur. 1887)
- 30 sierpnia – Stefan Nehmé, libański maronita, zakonnik, błogosławiony katolicki (ur. 1889)
- 15 września – Thomas Clayton Wolfe, amerykański powieściopisarz (ur. 1900)
- 17 września – Bruno Jasieński, polski poeta (ur. 1901)
- 18 września – Aleksandra Szyperska, polska działaczka narodowa, radna Rady Miejskiej w Katowicach (ur. 1869)
- 20 września – Maria Teresa od św. Józefa, niemiecka zakonnica, założycielka Karmelitanek od Boskiego Serca Jezusowego, błogosławiona katolicka (ur. 1855)
- 21 września – Ivana Brlić-Mažuranić, chorwacka poetka, dziennikarka i eseistka (ur. 1874)
- 5 października
  - Faustyna Kowalska, polska mistyczka, zakonnica, święta (ur. 1905)
  - Marian Zdziechowski, polski filozof i historyk idei (ur. 1861)
- 13 października – Władysław Belina-Prażmowski, pułkownik Wojska Polskiego, kawalerzysta (ur. 1888)
- 17 października – Karl Kautsky, austriacki działacz robotniczy, teoretyk demokratycznego socjalizmu (ur. 1854)
- 18 października – William Tatham, angielski rugbysta (ur. 1862)
- 23 października – Jean-Guy Gautier, francuski rugbysta, medalista olimpijski (ur. 1875)
- 24 października – Ernst Barlach, niemiecki rzeźbiarz, malarz, pisarz i poeta (ur. 1870)
- 25 października – Alfonsina Storni, argentyńska poetka (ur. 1892)
- 27 października – Lascelles Abercrombie, brytyjski poeta, dramaturg i krytyk (ur. 1881)
- 1 listopada – Francis Jammes, francuski pisarz (ur. 1868)
- 9 listopada – Wasilij Blücher (ros. Василий Константинович Блюхер), działacz partii bolszewickiej, radziecki dowódca wojskowy, marszałek Związku Radzieckiego (ur. 1889)
- 10 listopada – Kemal Atatürk, wybitny turecki polityk i wojskowy (ur. 1881)
- 15 listopada – Kuno von Hardenberg, niemiecki krytyk sztuki, pisarz i filozof (ur. 1871)
- 20 listopada – Maud Charlotta Maria Wiktoria Koburg, księżniczka Walii, królowa Norwegii (ur. 1869)
- 23 listopada – Eduard Engel, niemiecki historyk literatury, krytyk literacki, pisarz, leksykograf (ur. 1851)
- 29 listopada
  - Zbigniew Bielański, major intendent Wojska Polskiego (ur. 1897)
  - Franz Johannes Rosumek, niemiecki inżynier, poseł na Sejm RP (ur. 1883)
  - Bronisław Taraszkiewicz (biał. Браніслаў Тарашкевіч), białoruski polityk, poseł na Sejm Rzeczypospolitej, autor pierwszego systemu ortografii języka białoruskiego (ur. 1892)
- 30 listopada – Corneliu Zelea Codreanu, rumuński polityk (ur. 1899)
- 11 grudnia – Christian Lous Lange, norweski filolog i polityk, laureat pokojowej Nagrody Nobla (ur. 1869)
- 14 grudnia – Michaś Czarot, białoruski pisarz (ur. 1896)
- 15 grudnia – Walerij Czkałow (ros. Валерий Павлович Чкалов), jeden z najsłynniejszych lotników radzieckich (ur. 1904)
- 25 grudnia – Karel Čapek, czeski pisarz, pionier fantastyki naukowej, autor i popularyzator słowa robot (ur. 1890)
- 27 grudnia:
  - Zona Gale, amerykańska prozaiczka i dramatopisarka (ur. 1874)
  - Osip Mandelsztam (ros. Осип Эмильевич Мандельштам), rosyjski poeta i prozaik (ur. 1891)
- 30 grudnia – Aleksander Kakowski, arcybiskup metropolita warszawski, członek Rady Regencyjnej (ur. 1862)

Data dzienna nieznana:
- Aleksandra Szyperska, polska działaczka narodowa, radna katowickiej Rady Miejskiej (ur. 1865 bądź 1869)

## Nagrody Nobla
- z fizyki – Enrico Fermi
- z chemii – Richard Kuhn
- z medycyny – Corneille Heymans
- z literatury – Pearl Buck
- nagroda pokojowa – Międzynarodowy Urząd Nansenowski do spraw Uchodźców

## Święta ruchome
- Tłusty czwartek: 24 lutego
- Ostatki: 1 marca
- Popielec: 2 marca
- Niedziela Palmowa: 10 kwietnia
- Wielki Czwartek: 14 kwietnia
- Pamiątka śmierci Jezusa Chrystusa: 15 kwietnia
- Wielki Piątek: 15 kwietnia
- Wielka Sobota: 16 kwietnia
- Wielkanoc: 17 kwietnia
- Poniedziałek Wielkanocny: 18 kwietnia
- Wniebowstąpienie Pańskie: 26 maja
- Zesłanie Ducha Świętego: 5 czerwca
- Boże Ciało: 16 czerwca